# Gator och torg på Södermalm

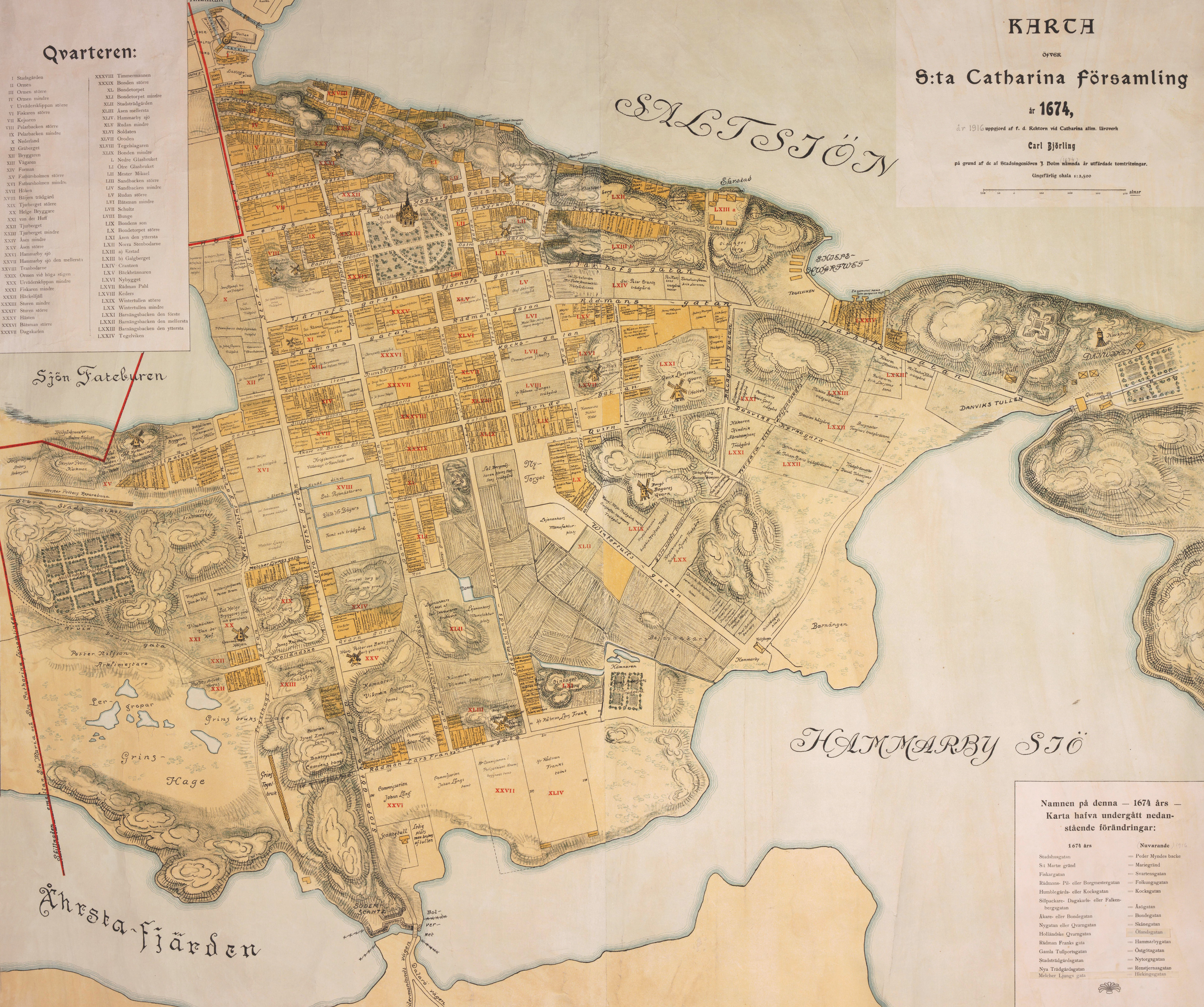
"Karta Öfver S:ta Catharina församling år 1674"
Rekonstruktion efter Holms tomtbok.

I stadsdelen Södermalm, i vardagligt tal Söder, i Stockholms innerstad, har det funnits bebyggelse sedan slutet av 1200-talet. Några av de mer välkända gatorna och torgen på Södermalm är Götgatan (omtalad vid namn 1644), Hornsgatan och Mariatorget. En omfattande reglering av gatunätet påbörjades 1642 genom stadsingenjören Anders Torstenson som en del av en större stadsplanering i Stockholm under 1600-talet under Clas Larsson Fleming. Ytterligare en reglering ägde rum i slutet av 1800-talet med Lindhagenplanen.

## Historik

### Den första bebyggelsen

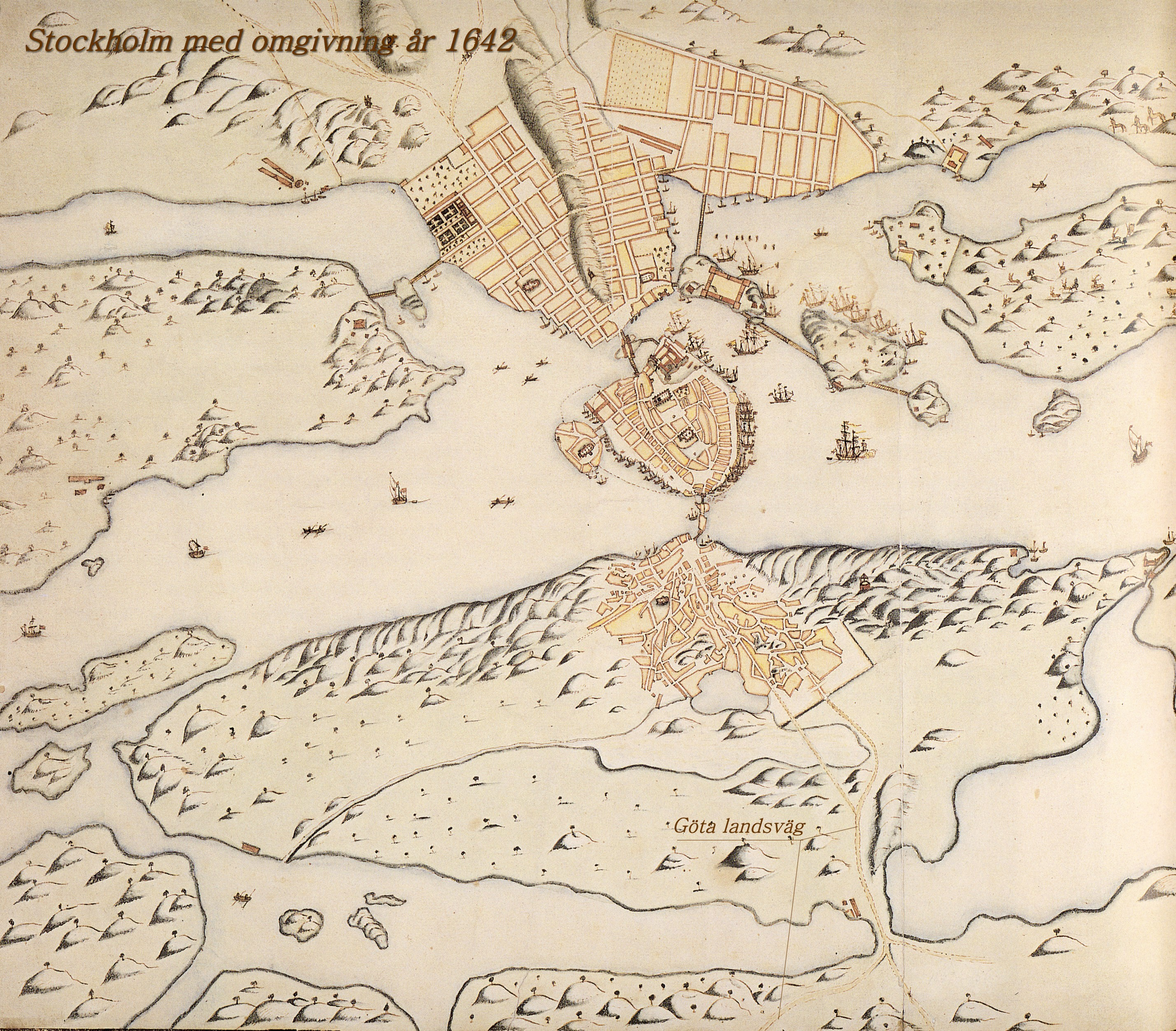
Stockholm 1642 med Göta landsväg markerad

Redan under medeltiden fanns viss bebyggelse på Södermalm. En bro över Söderström omtalas för första gången 1280 och i ett brev från 1288 meddelar Strängnäsbiskopen Anund att Stockholm tillhör Strängnäs stift och han redogör i brevet också för en nyuppförd förstad ”in fundo dicto suthraemalm” (”på marken kallad Södermalm”). Sommaren 1347 fick kung Magnus Eriksson påvens tillstånd att bygga den första kyrkan på Södermalm – Maria Magdalena kapell. Under 1400- och 1500-talet betraktades Södermalm som ett uppmarschområde för fiender. Hus på malmen samt de höga bergen kunde utnyttjas för belägring av och anfall mot Stadsholmen. 1457 brändes bebyggelsen på malmarna inför ett väntat anfall. 1461 beslutades om totalförbud mot byggnader på Södermalm.
1562 gavs slottsfogden i uppdrag att planera enklare bostadsbebyggelse på malmen och år 1573 erkänns de boende på Södermalm ha samma rättigheter som övriga stockholmare. På 1590-talet tog bebyggelsen på Södermalm fart. Lilla tullen, som infördes 1622, innebar att bebyggelsen, som var koncentrerad till norra Södermalm, omgavs av ett tullstaket med tre tullstationer – Västertull (vid nuvarande Zinkensdamm), Grindstull (vid korsningen Östgötagatan och Bondegatan) och Danvikstull (strax öster om Katarina kyrka).
Det gamla huvudstråket mellan Uppland och Södermanland gick från Malmtorget (idag Södermalmstorg), öster om sjön Fatburen (med en kraftig östlig böj förbi sumpmarkerna öster om Fatburen) och sedan ner förbi Grinds tegelbruk och näset vid nuvarande Skanstull. Detta var ursprunget till Götgatan, som tidigare kallats Stråkgatan, Genvägen eller Göta landsväg. Västerut från Malmtorget gick två gator på varsin sida om Maria Magdalena kapell, dessa gator var rätt korta. Från Söderport gick också två korta gator upp till Helga Kors kapell, som låg vid dagens Kapellgränd nära Medborgarplatsen.

### 1600-talets stadsplanereglering

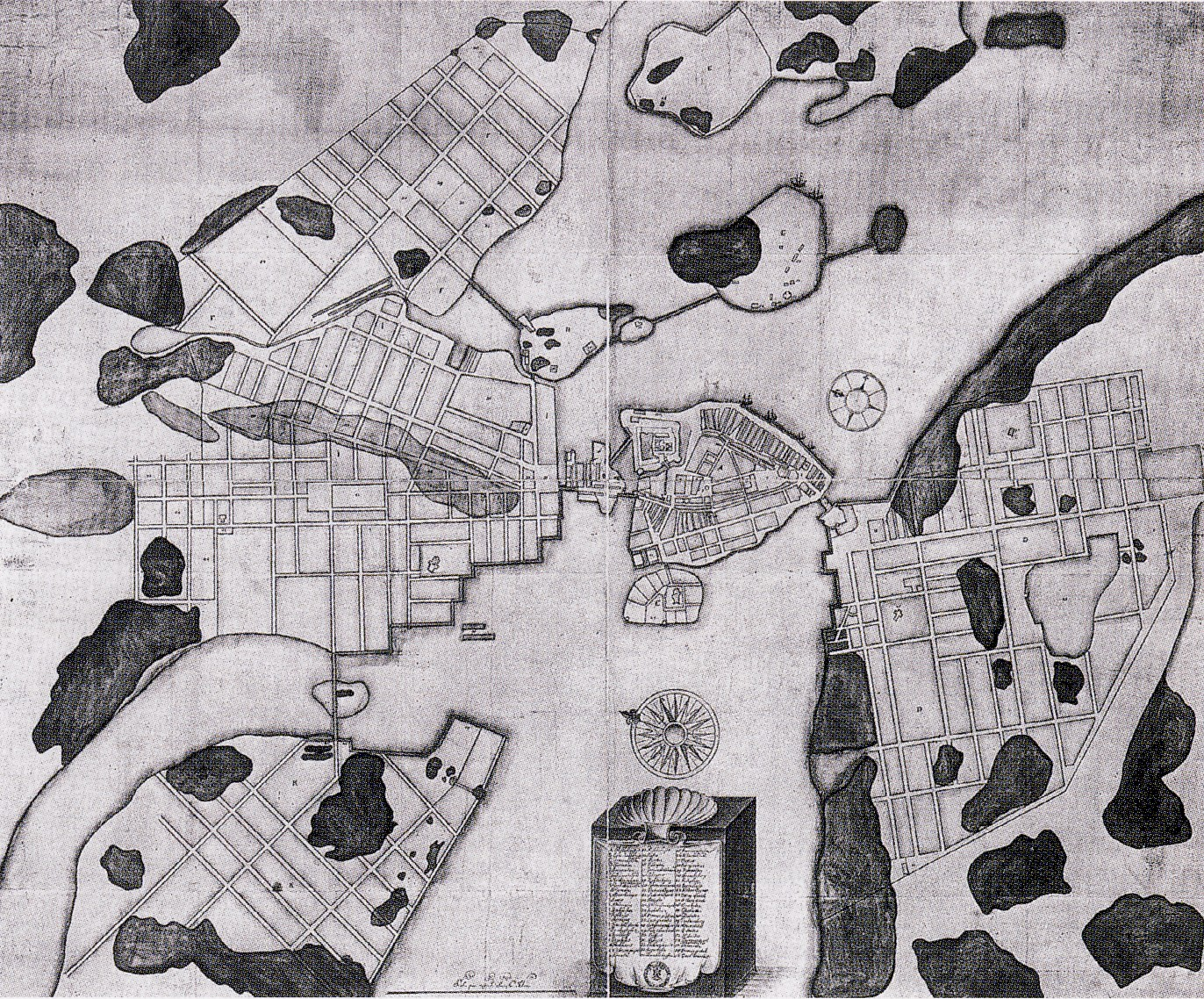
Clas Flemings stadsplanereglering på 1640-talet. Norr till vänster.

Under 1600-talet ökade Stockholms befolkning mycket kraftigt. En omfattande reglering av gatunätet framstod som nödvändig. Kung Gustav II Adolf var väl medveten om renässansens stadsplaneideal. Staden skulle ordnas efter klara principer med rätvinkliga gatunät och efter en brand på Stadsholmen lade kungen själv år 1626 själv fram en plan med en rak gata över det avbrända området och nya rektangulära kvarter.
När amiralen Clas Fleming år 1634 blivit stadens första överståthållare började regleringen på malmarna förverkligas, under överinseende av Axel Oxenstierna. 1636 uppdrogs åt generalkvartermästaren Olof Örnehufvud att utarbeta en ”dessein på gatorna, så på malmarna som här i staden, tagandes dem så breda, som han någonsin kan”. Arbetena inleddes på Norrmalm. På Söder satte man i gång att reglera stadsplanen först under år 1641. En trolig anledning till att man avvaktade med just Södermalm var att man ville invänta färdigställandet av den första slussanläggningen mellan Mälaren och Saltsjön, Drottning Kristinas sluss. Den byggdes under ledning av holländare och togs i bruk 1642.
Den 3 november 1641 beslutades att genomföra den nya stadsplanen. Redan tidigare samma år hade märkpinnar satts upp på Södermalm för att markera dragningen av de nya gatorna. Under år 1642 påbörjades arbetet under ledning av stadsingenjören Anders Torstensson. Ett problem för myndigheterna var den starkt kuperade Södermalmsnaturen. Nästan hela malmen var omgiven av berg. Endast på det relativt jämna området i mitten av ön var det tänkbart att lägga ut en regelbunden stadsplan. De på 1600-talskartor över Södermalm ofta förekommande uttrycken ”oduglige” eller ”ointaglige” berg antyder vilka svårigheter man på 1600-talet hade att infoga den tidens stela idealstad av renässanstyp med sina räta gator och fyrkantiga kvarter på den södra malmen.
Liksom på Norrmalm byggde stadsplanen för Södermalm på två stora stråkgator, som dock inte lades parallellt som på Norrmalm (Drottninggatan och Regeringsgatan) utan vinkelrätt mot varandra (Götgatan och Hornsgatan). De övriga gatorna drogs parallellt eller vinkelrätt i förhållande till de två huvudgatorna. De rätvinkliga kvarteren delades upp i tomter, som vände sin smalaste sida åt gatan. Tomtpolitiken gynnade dem som kunde bygga stora stenhus och för detta krävdes stora tomter. Sammanslagning av tomter uppmuntrades. Som jämförelse kan nämnas att man på Stadsholmen hade husgavlar med två eller tre fönster åt gatan, medan ett hus som byggdes på en 20 alnar (11,88 m) bred 1600-talstomt vände fem fönster åt gatan.
Vid överfarten från Stadsholmen till malmen byggde man ett stort torg, Södermalmstorg. Här hade redan under medeltiden funnits ett oregelbundet torg, kallat Malmtorget. Torget stenlades 1637-39 och fick under en tid tjänstgöra också som avrättningsplats.

### Senare stadsplaneregleringar

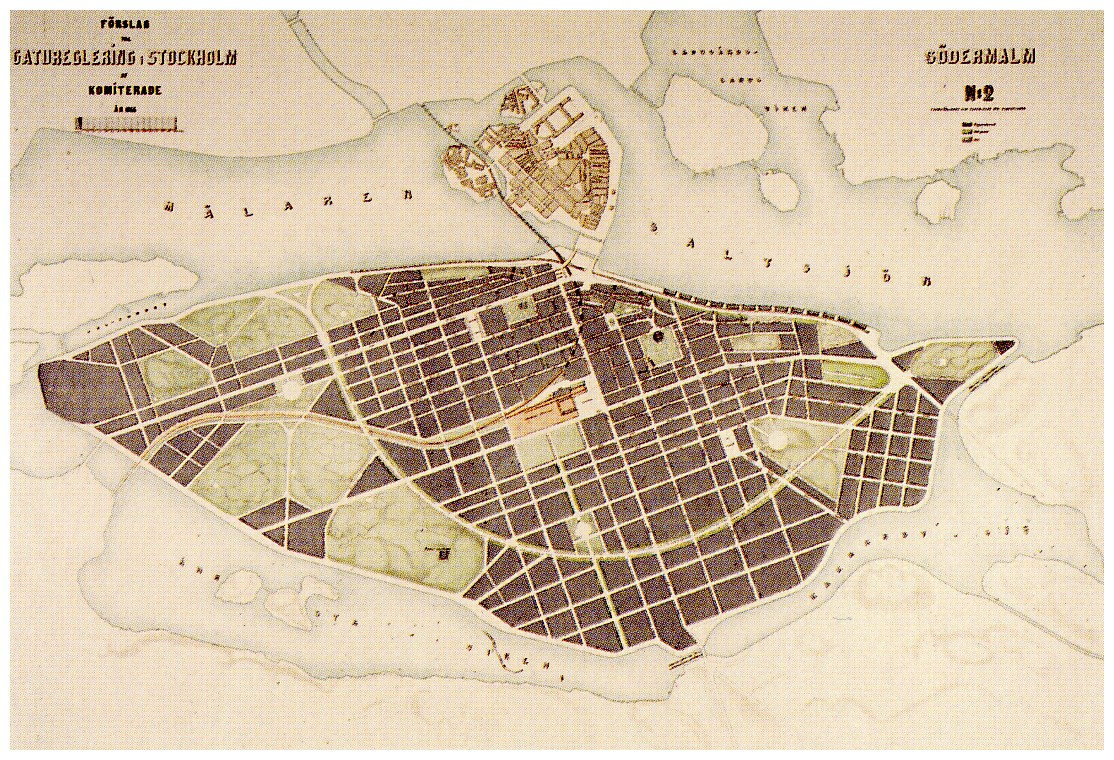
Lindhagens regleringsförslag, 1866

Juristen och stadsplaneraren Albert Lindhagen var starkt influerad av fransmannen Haussmanns planer för omdaningen av Paris med stora esplanader och boulevarder. I december 1866 lade han fram ett Utlåtande med förslag till gatureglering i Stockholm, allmänt kallad Lindhagenplanen, där han föreslog dragandet av nya breda gator genom alla stadsdelar, utan hänsyn till befintliga hus eller terrängen. Planens mest spektakulära inslag på Södermalm var en ringgata mellan Skinnarviken och Söder Mälarstrand i väster och Fåfängan i öster.
Andra förslag var att förlänga Folkungagatan västerut ända till Tantoområdet och Årstaviken samt att räta ut Hornsgatan vid Hornskroken. Ringvägen byggdes, men bara från Lundagatan och Yttersta Tvärgränd till Vita bergen. Folkungagatan förlängdes inte på det sätt Lindhagen hade tänkt sig, men Hornskroken sprängdes bort trettio år senare.

## Några huvudgator på Södermalm

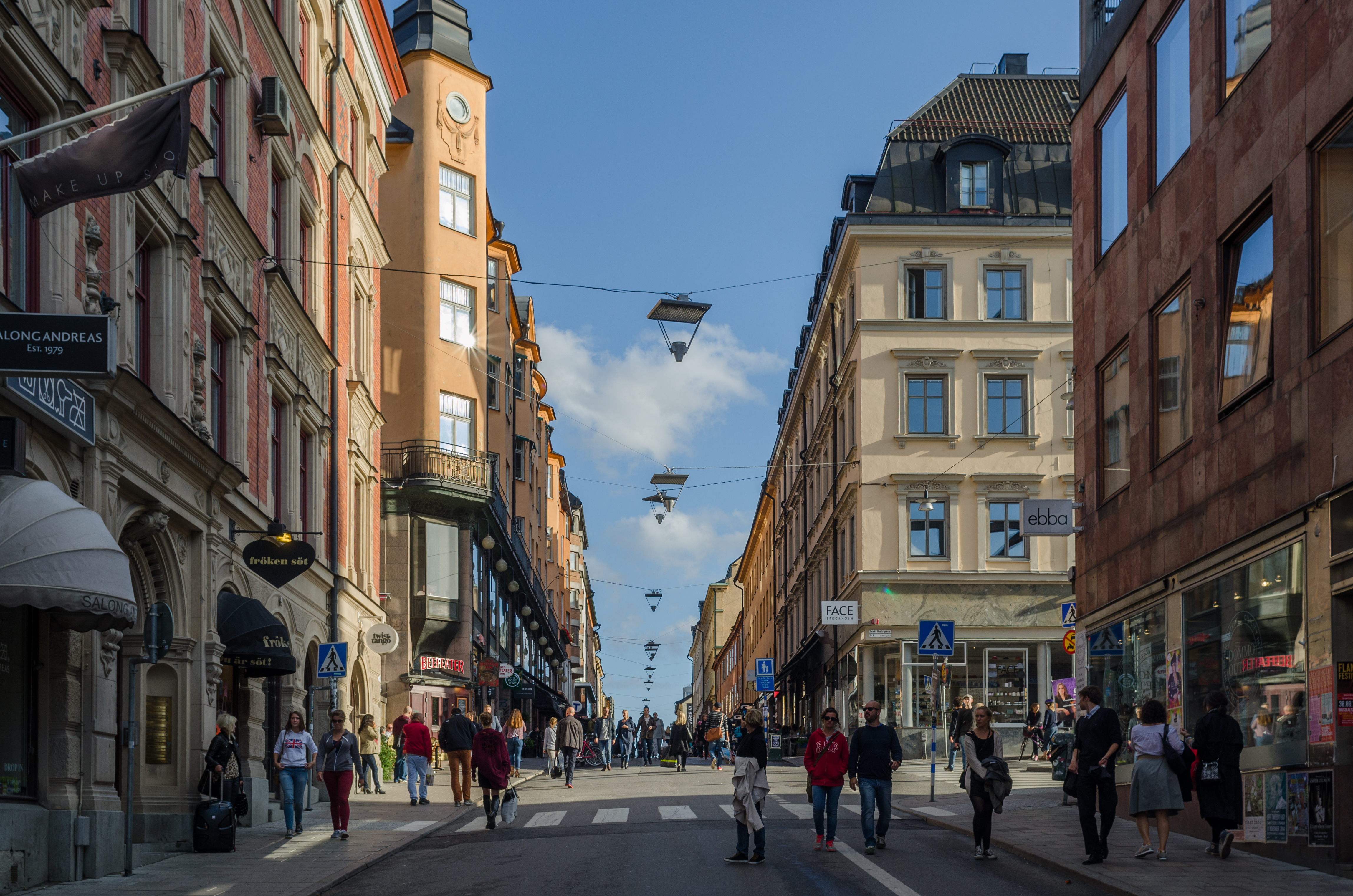
Götgatan söderut.

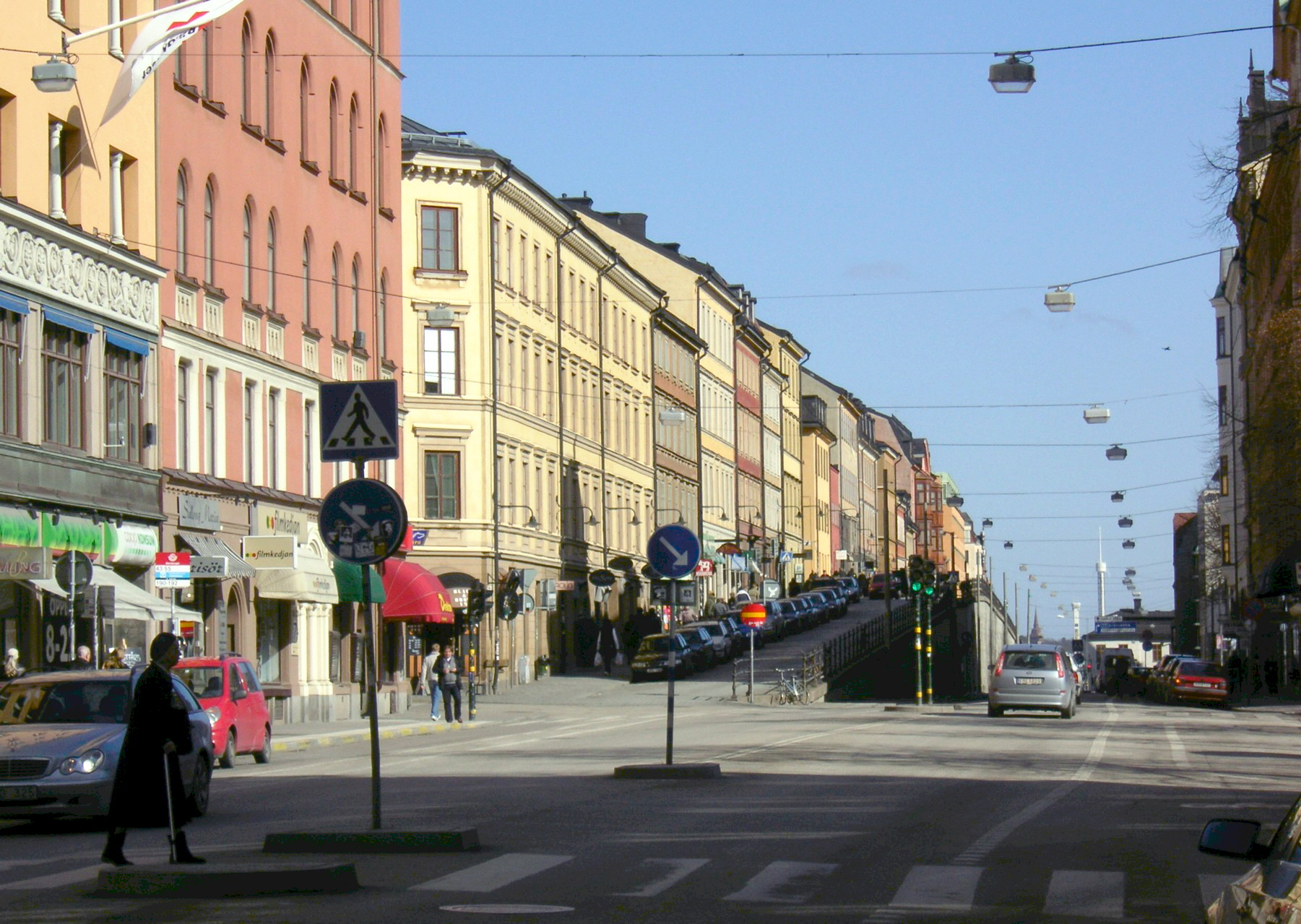
Hornsgatan österut, med Hornsgatspuckeln.

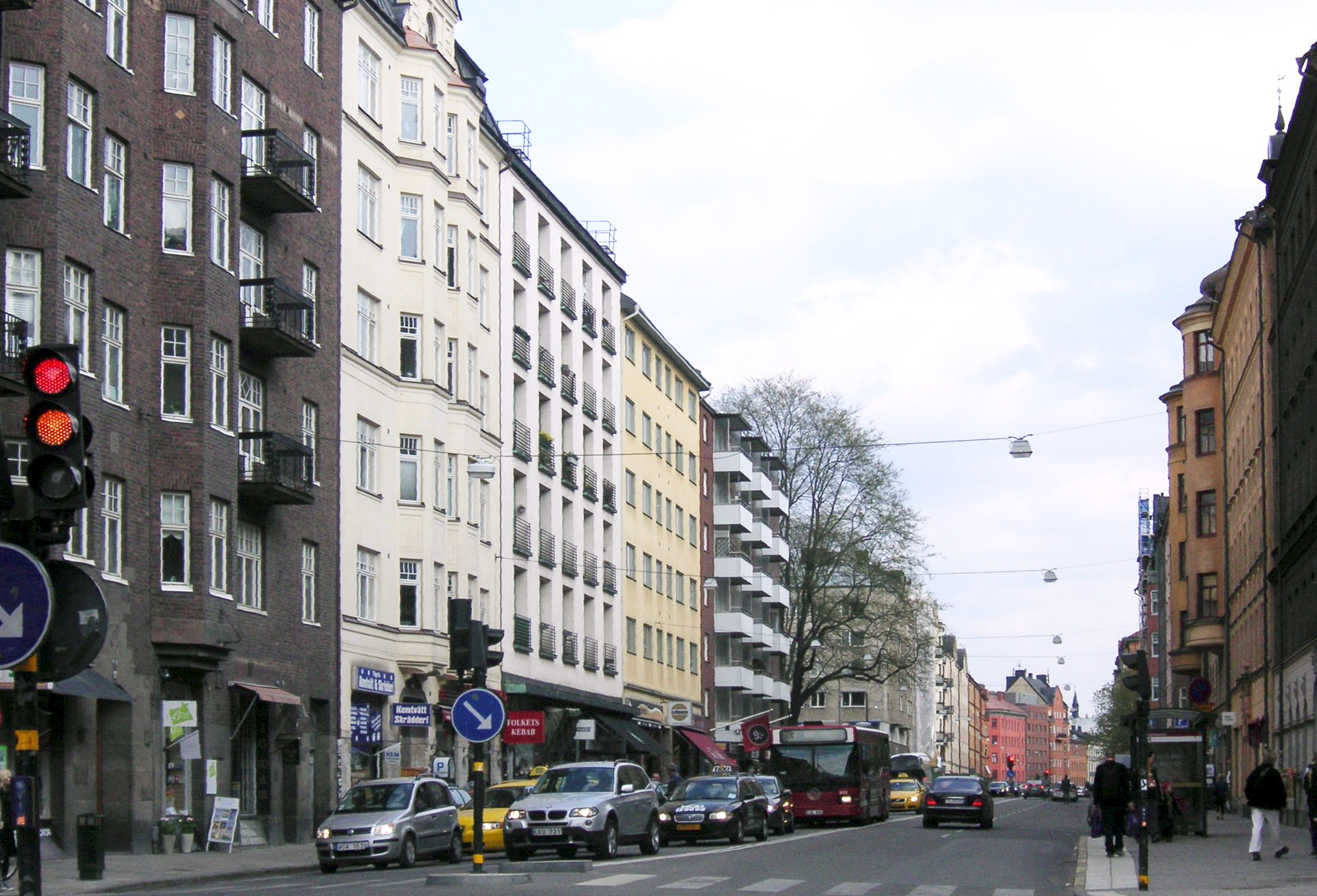
Folkungagatan österut, från korsningen med Östgötagatan

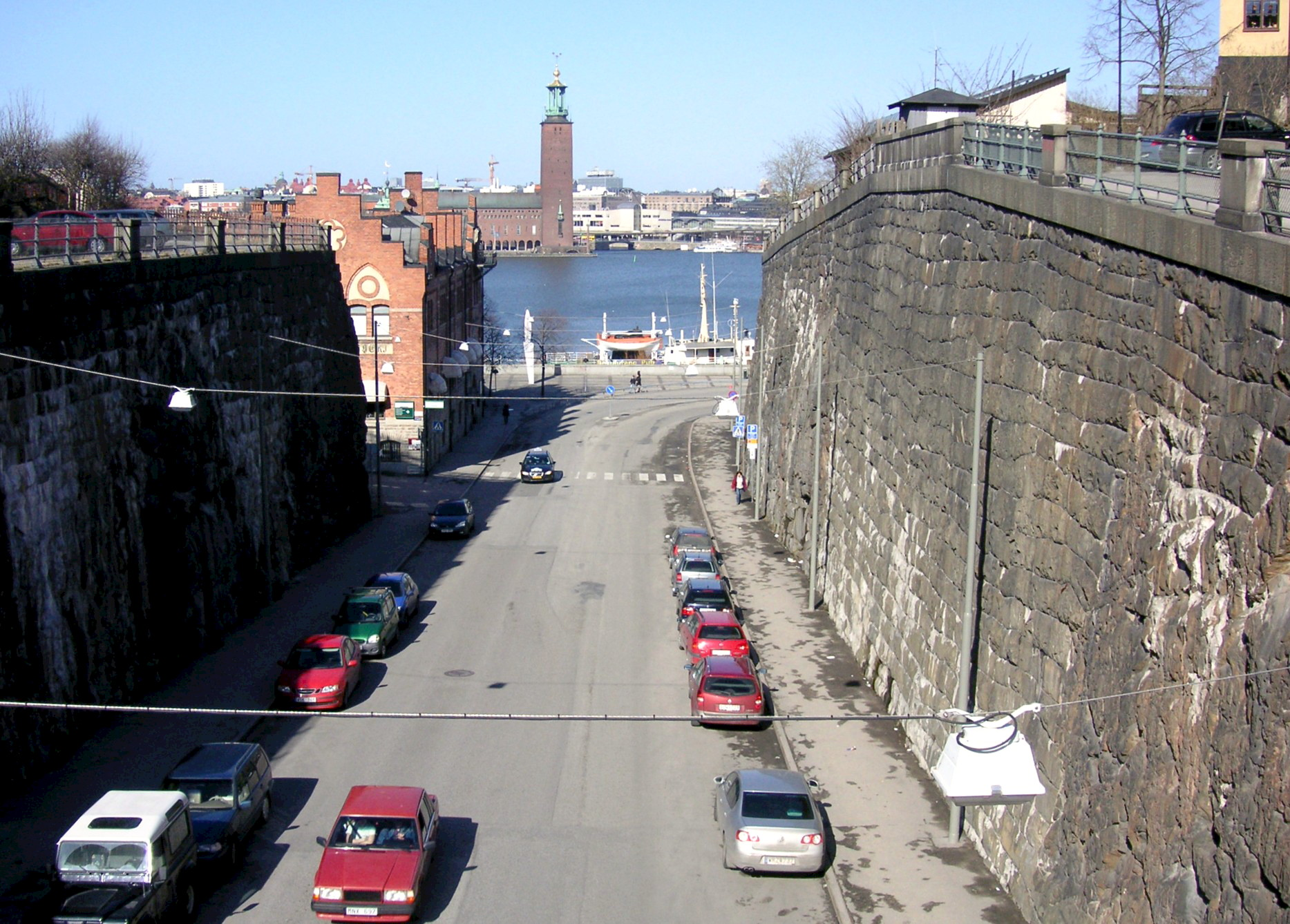
Torkel Knutssonsgatan mot norr. Tegelbyggnaden till vänster är Münchenbryggeriet.

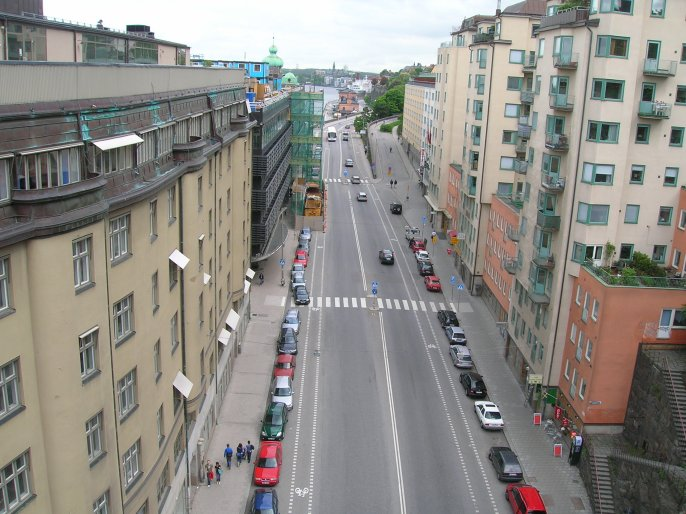
Katarinavägen österut

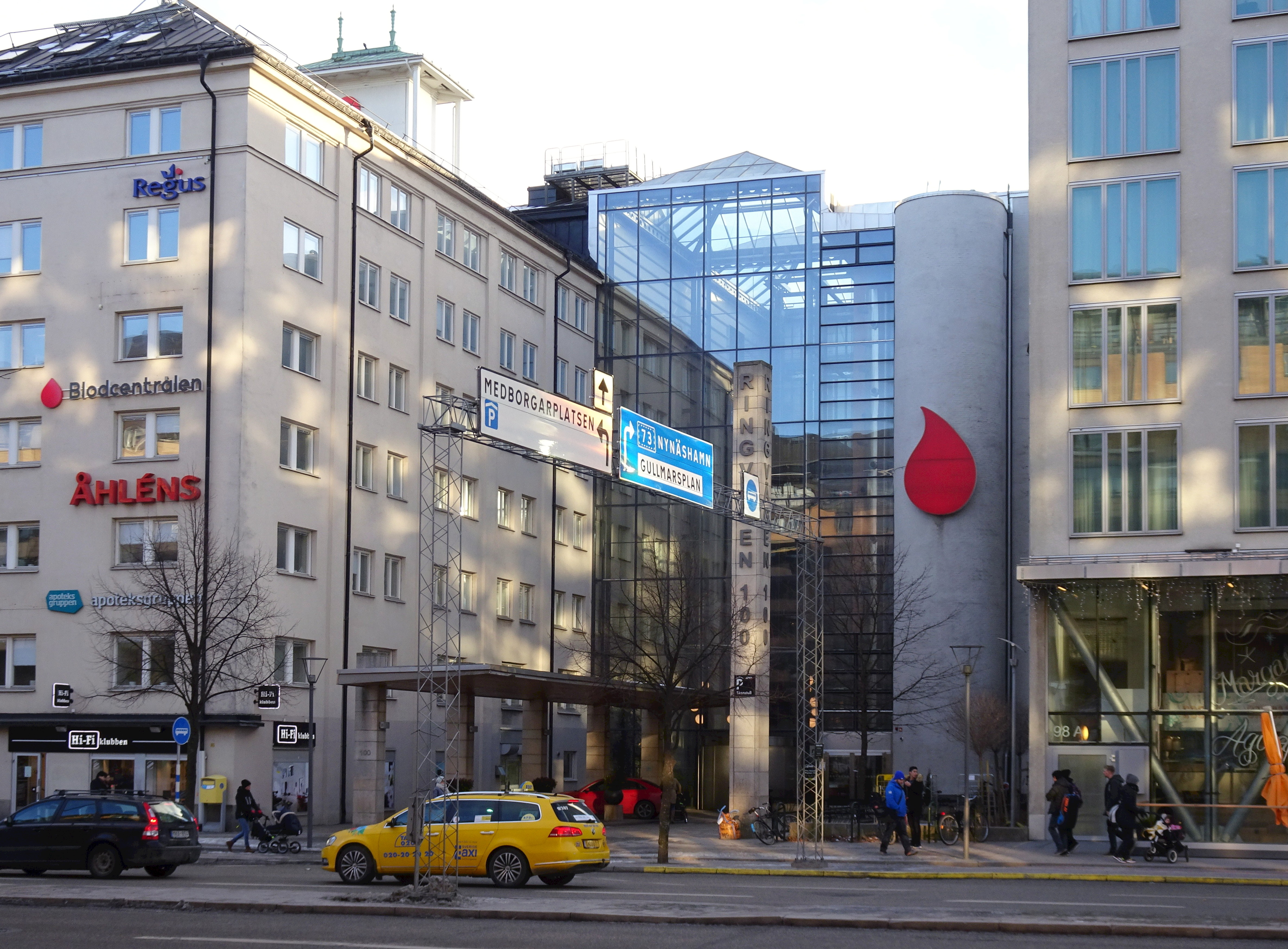
Ringvägen 100, kontorshus

### Götgatan
Huvudartikel: Götgatan
I samband med stadsplaneregleringen på 1640-talet börjar de nya gatunamnen dyka upp. Tidigare hade endast förekommit enstaka sådana, som Repslagargatan (omtalad 1430) och Bastugatan (omtalad 1602). De två stråkgatornas namn talade om vart gatan leder – Götgatan betydde givetvis ”gatan som leder till Götaland”. Namnet Götgatan (”Götegathon”) är första gången belagt 1644. Samtidigt förekom också namnet Grindsgatan (”Grindz gathon”) – gatan ledde ju även till Grind, som var Södermalms södra utpost.

### Hornsgatan och Mariatorget
Huvudartikel: Hornsgatan och Mariatorget
Hornsgatan var gatan som ledde till Horn (namnet på Södermalms västra udde) och var före regleringen en krokig gata, som från Malmtorget slingrade sig förbi Maria kyrka. Gatan torde till stor del varit uträtad och färdig redan 1642. Namnet Hornsgatan är första gången belagt just 1642 (”Horns gathen”). Från början gick Hornsgatan endast fram till nuvarande Ansgariegatan, där ett berg låg i vägen. Man fick fortsätta norrut i en krok, där gatan övergick i Hornsvägen, vars krökning mot norr betecknades med det länge kvarlevande namnet Hornskroken. Berget vid Ansgariegatan började man spränga bort 1891 och gatan förlängdes på detta sätt år 1901 rakt fram ända till Hornstull.
19 juli 1759 brann kvarteren runt Maria kyrka ned (”Mariabranden 1759”). Den stora förödelsen ledde till skärpt lagstiftning och det kom förordningar om vändplaner och breddade gränder för att få fram fria ytor, som skulle göra området mer brandsäkert. Ett nytt torg anlades mellan Hornsgatan och Sankt Paulsgatan för att tjäna både som salutorg, monumentalplats och brandgata. Det nya torget hette först Hornstorget. När torget nästan var färdigt i december 1767 önskade Stockholms myndigheter uppkalla det efter kungen och torget fick därför namnet Adolf Fredriks torg. Kungens villkor för att hans namn skulle användas var dock att inga avrättningar fick äga rum där. I samband med planeringen av en ny tunnelbanestation begärde Stockholms Spårvägar på 1950-talet att torget skulle byta namn för att förhindra förväxling med Adolf Fredriks kyrka på Norrmalm. Namnet ändrades 1959 till Mariatorget.
Hornsgatspuckeln är en folklig benämning på en del av Hornsgatan mittemot Maria Magdalena kyrka. "Puckeln" kom till 1901 när Hornsgatan schaktades ner till nuvarande nivå.

### Folkungagatan och Tjärhovsgatan
Huvudartikel: Folkungagatan och Tjärhovsgatan
Ursprungligen var huvudgatan för östra Södermalm från Götgatan till Danvikstull Tjärhovsgatan. I samband med namnrevisionen 1885 bytte man namn på gatan söder om Tjärhovsgatan från Pilgatan till Folkungagatan, eftersom det redan fanns en Pilgatan på Kungsholmen. Efterhand har sedan Folkungagatan övertagit Tjärhovsgatans roll som områdets huvudgata för trafik österut.

### Torkel Knutssonsgatan
Huvudartikel: Torkel Knutssonsgatan
År 1885 till 1889 byggdes Södra Uppfartsvägen. Den var en ny väg genom Skinnarviksberget från Hornsgatan ner till Riddarfjärden. Den var i första hand tänkt som en uppfart från hamnen vid Söder Mälarstrand, men blev också en lindrigare väg upp från Slussen för alla draghästar. Backarna uppför Hornsgatspuckelns krön var branta och plågsamma för hästarna. Södra Uppfartsvägen var den första bekväma uppfarten till Södermalm. Gatan heter idag Torkel Knutssonsgatan, men i många år använde äldre Söderbor fortfarande det gamla namnet.

### Katarinavägen
Huvudartikel: Katarinavägen
Den andra uppfartsvägen (under bygget kallad ”Katarina uppfartsväg”) som byggdes på Söder var Katarinavägen, den stod klar 1911 och fick spårvagn upp till Renstiernas gata och Folkungagatan 1914. Den nedsprängda leden klippte av två gator – Fjällgatan och Stigbergsgatan.

### Ringvägen
Huvudartikel: Ringvägen
Den stora ringformade huvudgata som Lindhagen föreslog i sin plan 1866 fick kommunalpolitikernas gillande och man började planera för "den runda gatan genom malmen från Söder Mälarstrand till Stadsgården". Inför namnrevisionen 1885 föreslogs gatunamnet Ringvägen, stadsfullmäktige tvekade dock (förslagen Södra Esplanaden och Vidfamnegatan hade många anhängare), men slutligen segrade det ursprungliga förslaget Ringvägen. Gatan byggdes aldrig i hela sin planerade längd. Länge fanns det mellan Skånegatan och Bondegatan en gatstump med gatuskyltar med namnet Ringvägen, helt skild från den övriga gatan. Den kallades "Lilla Ringvägen".

### Söder Mälarstrand
Huvudartikel: Söder Mälarstrand
Söder Mälarstrand var från början endast en smal remsa av fast mark, som skilde de brant stupande bergen från Mälarens vatten. Under början av 1600-talet inskränkte sig bebyggelsen till höjderna och strandlinjen närmast Slussen, stadsplanen från 1641 gjorde halt inför Skinnarvikens ”ointagliga berg”. Strandområdet var dock inte helt dött. Vid Skinnarviken fanns en lastageplats, som var knutpunkten på denna sida för roddartrafiken mellan Munklägret (Kungsholmen) och Södermalm. Mitt inne i det skyddade Pålsundet låg en annan sådan stödjepunkt för sjötrafiken. Vid namnrevisionen 1885 gavs namnet Söder Mälarstrand åt ”Strandgatan mellan slussen och Bergsund”, men det skulle dröja länge innan någon sammanhängande strandgata byggdes. En kaj längs stranden anlades först under 1930-talet.

## Övriga gator och torg (urval)

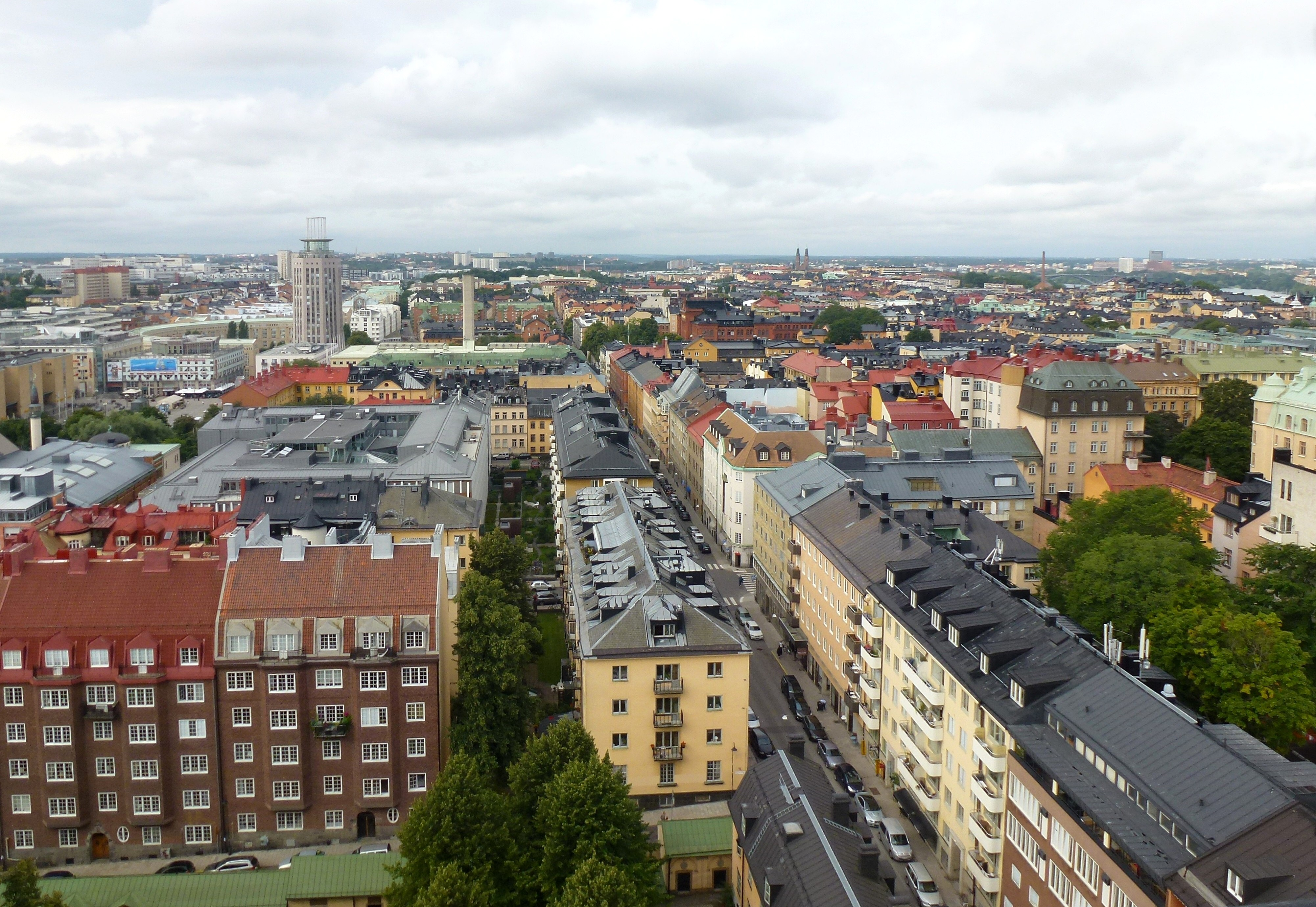
Högbergsgatan mot väst

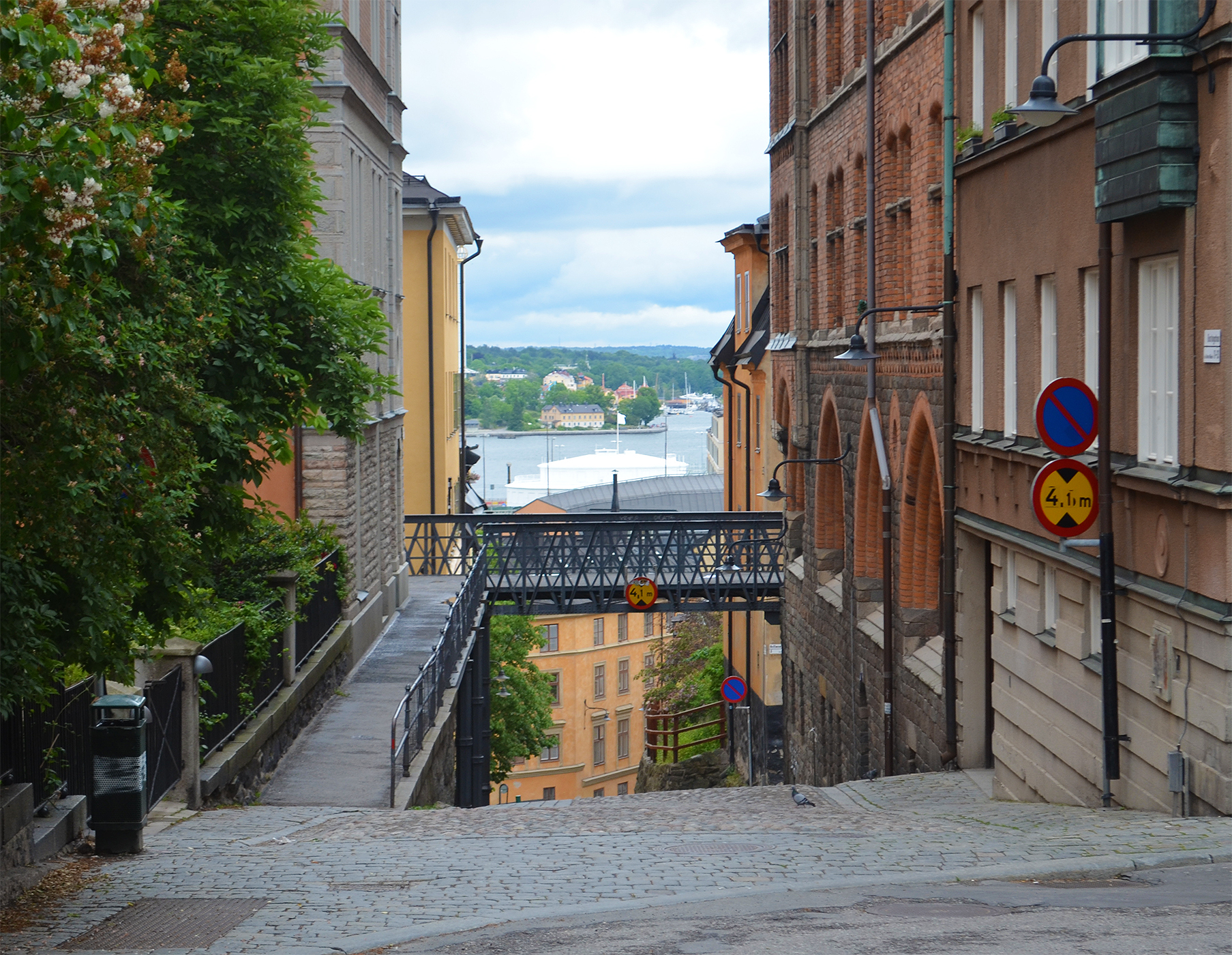
Bastugatan mot öster med gångbryggorna till Mariahissen.

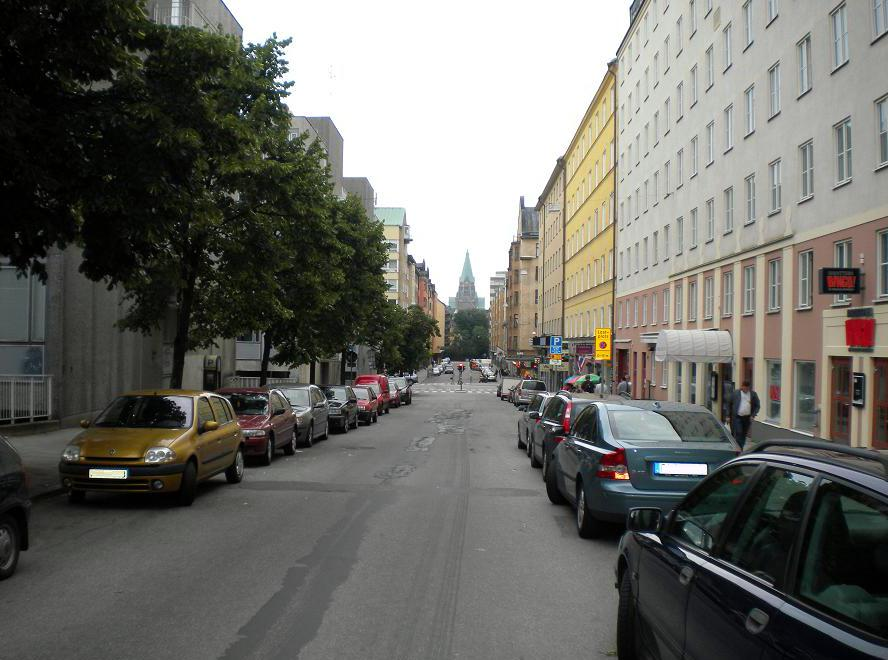
Blekingegatan österut från Greta Garbos födelsekvarter med Sofia kyrka i fonden

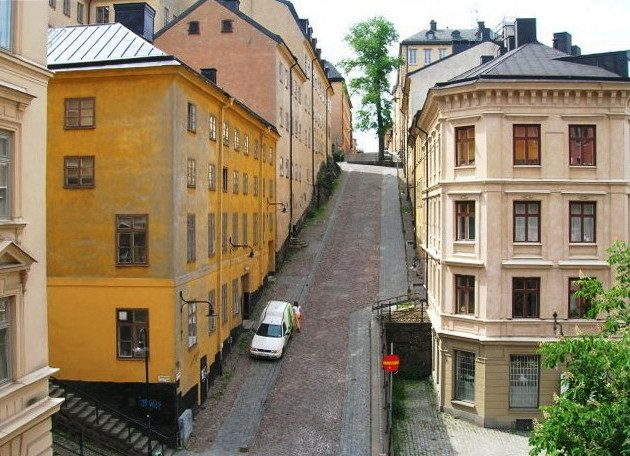
Brännkyrkagatan vid Pustegränd.

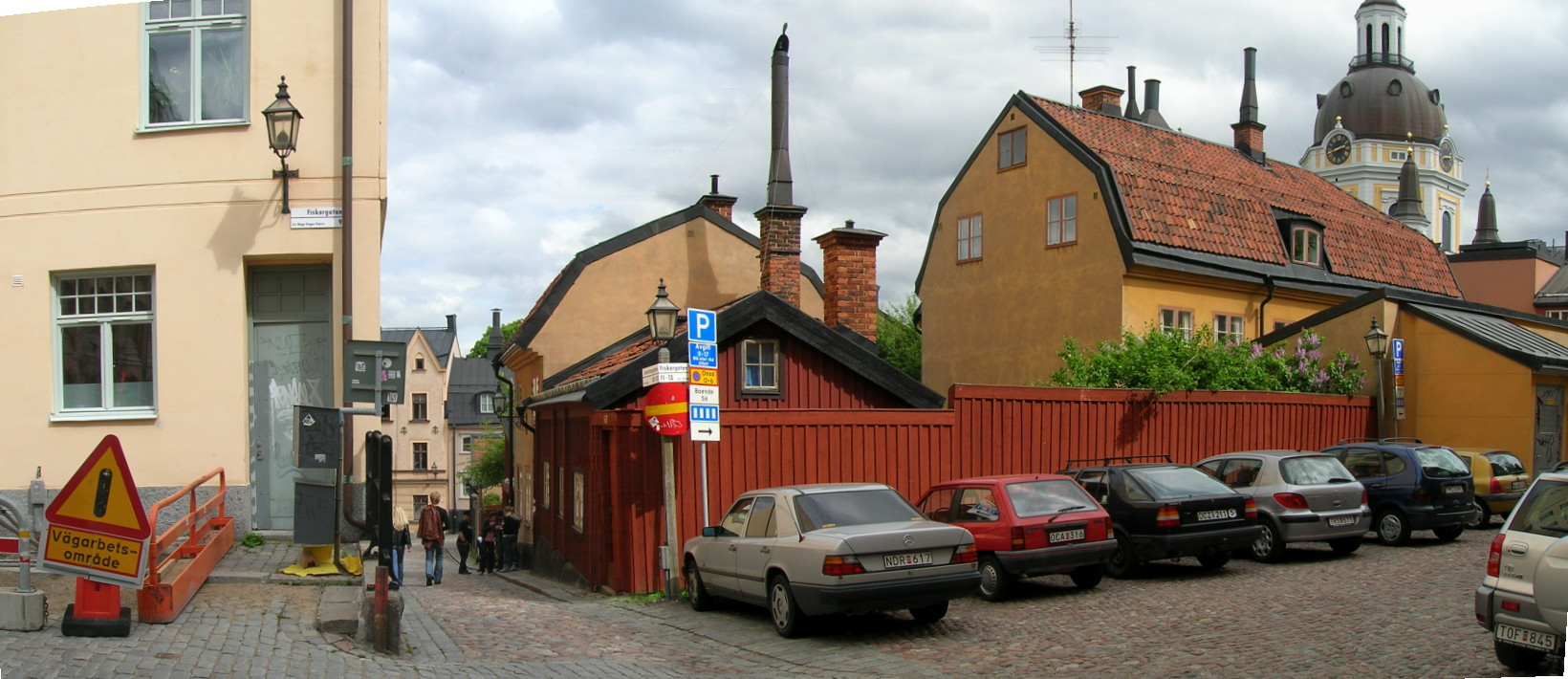
Fiskargatan 11-13

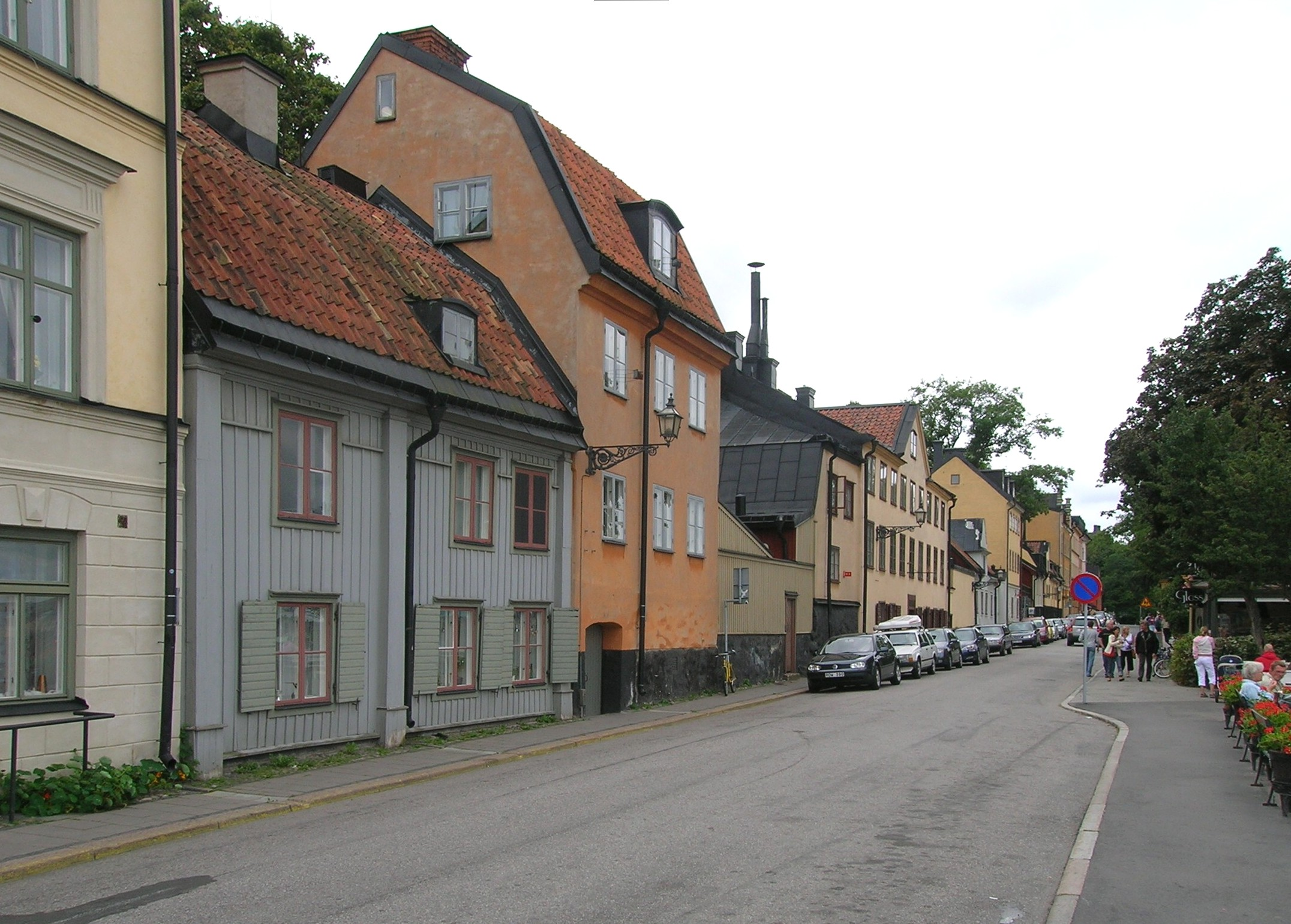
Fjällgatan västerut

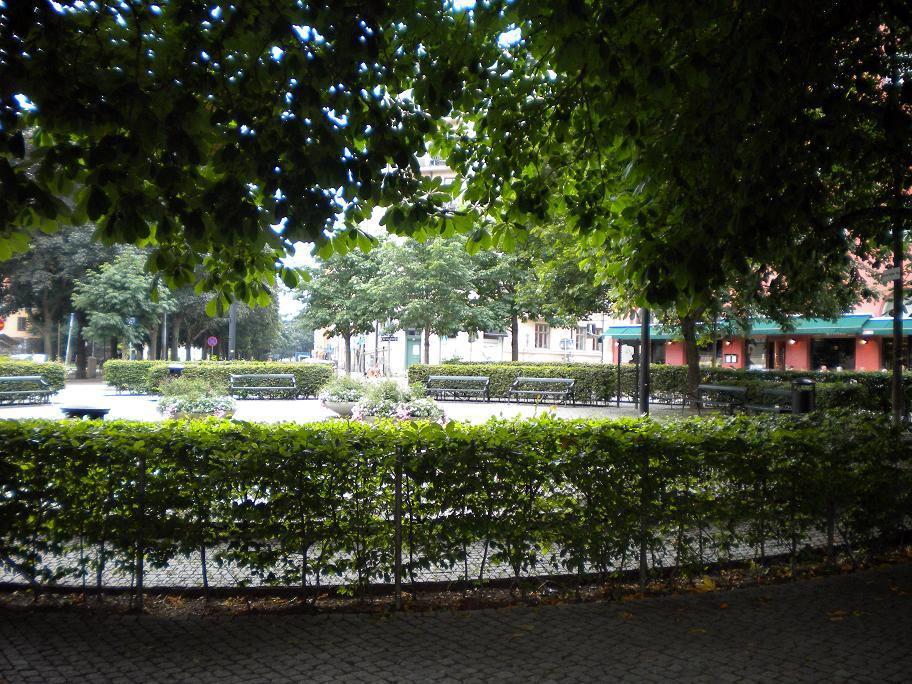
Greta Garbos torg

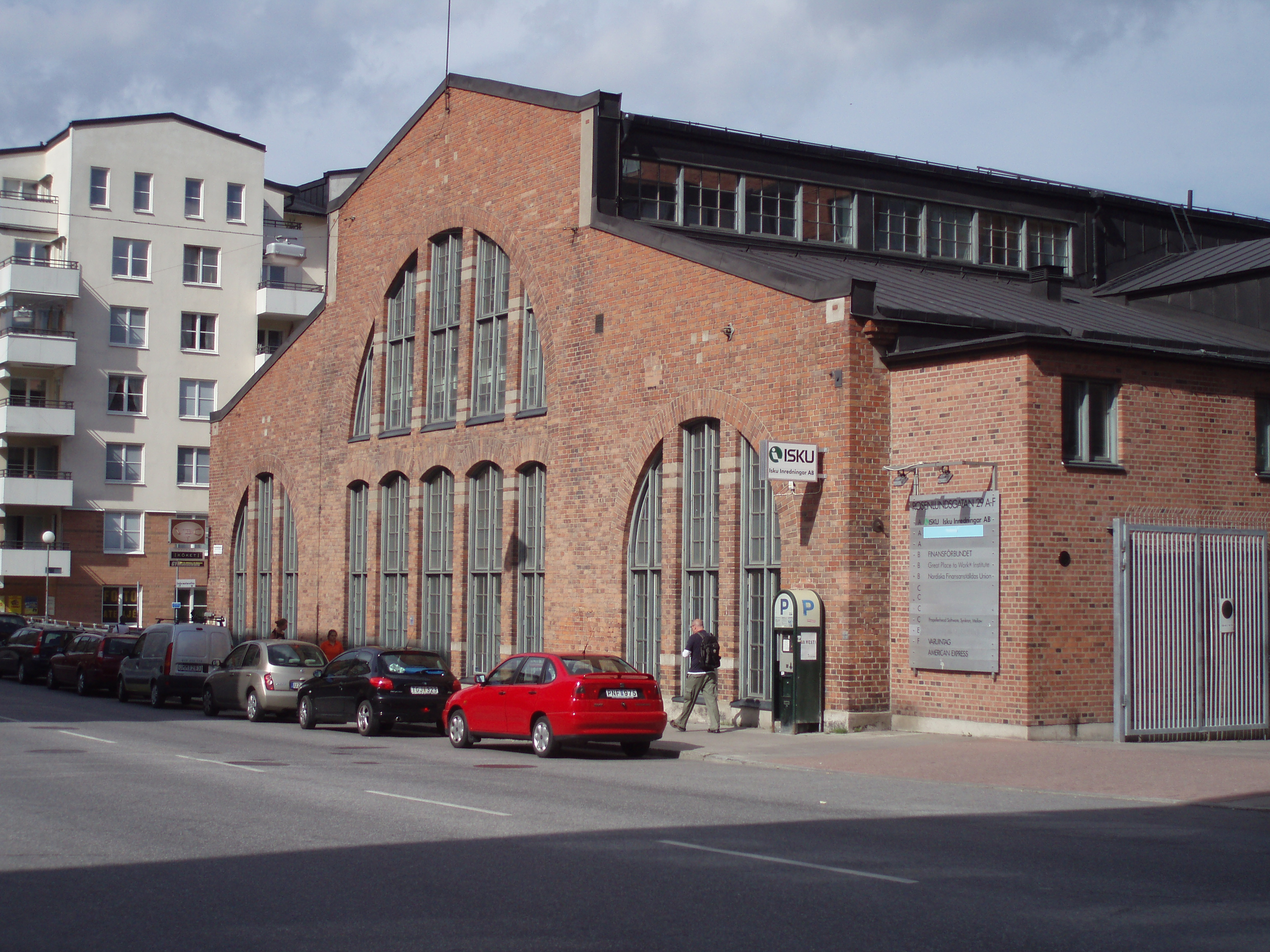
Rosenlundsgatans södra del

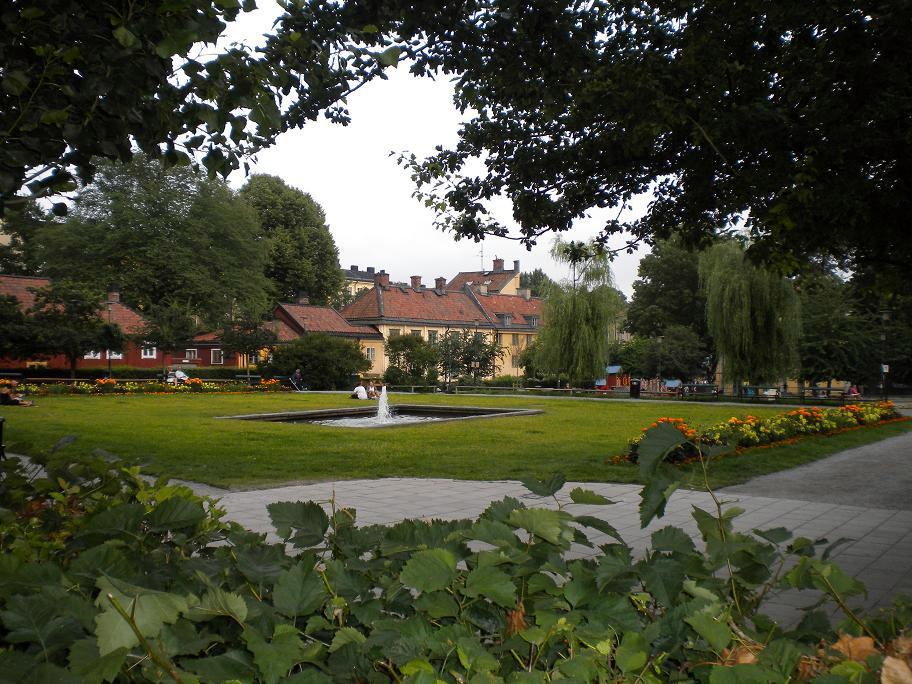
Nytorget

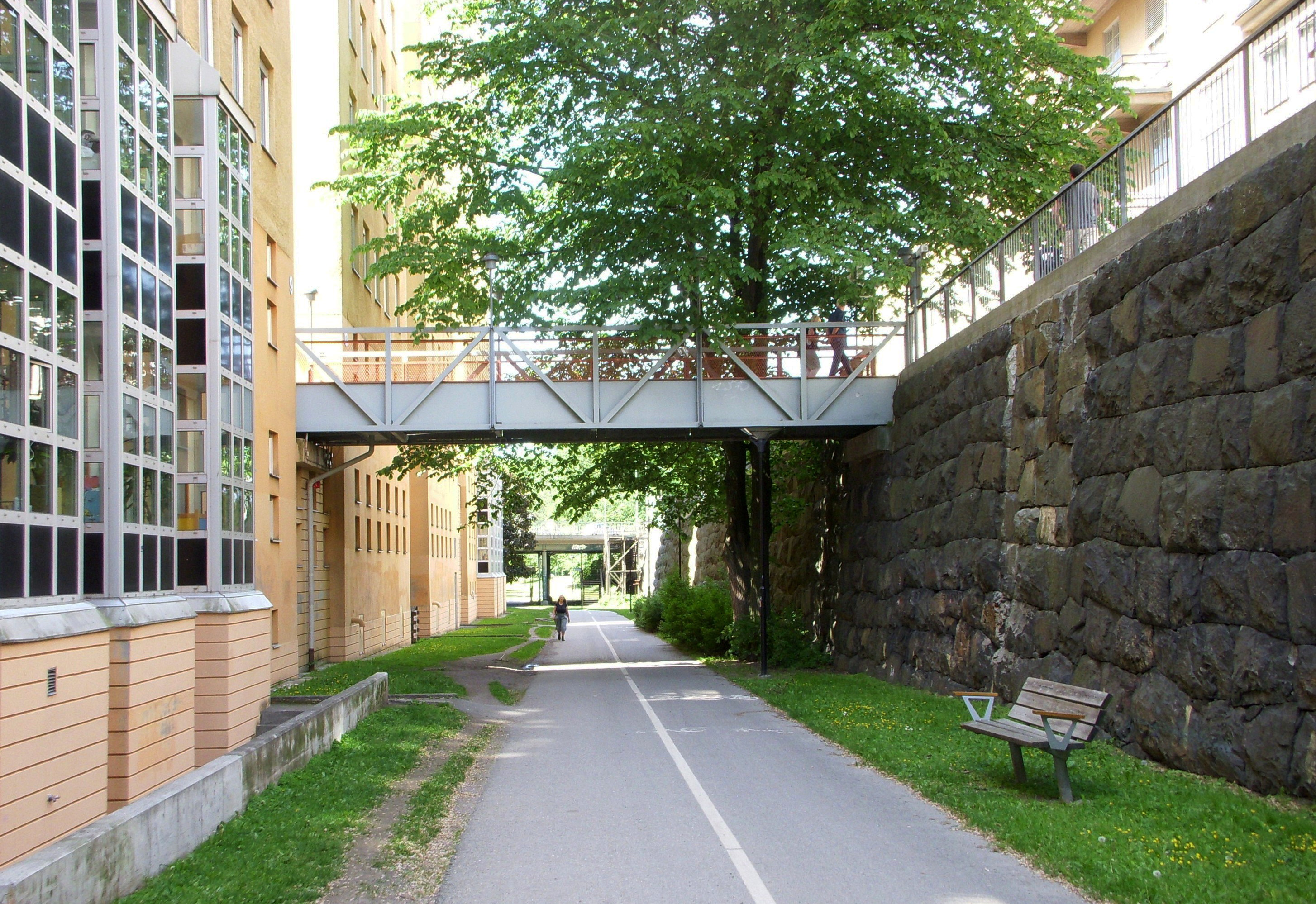
Det djupa spårdiket och stödmuren nedanför Maria Bangata.

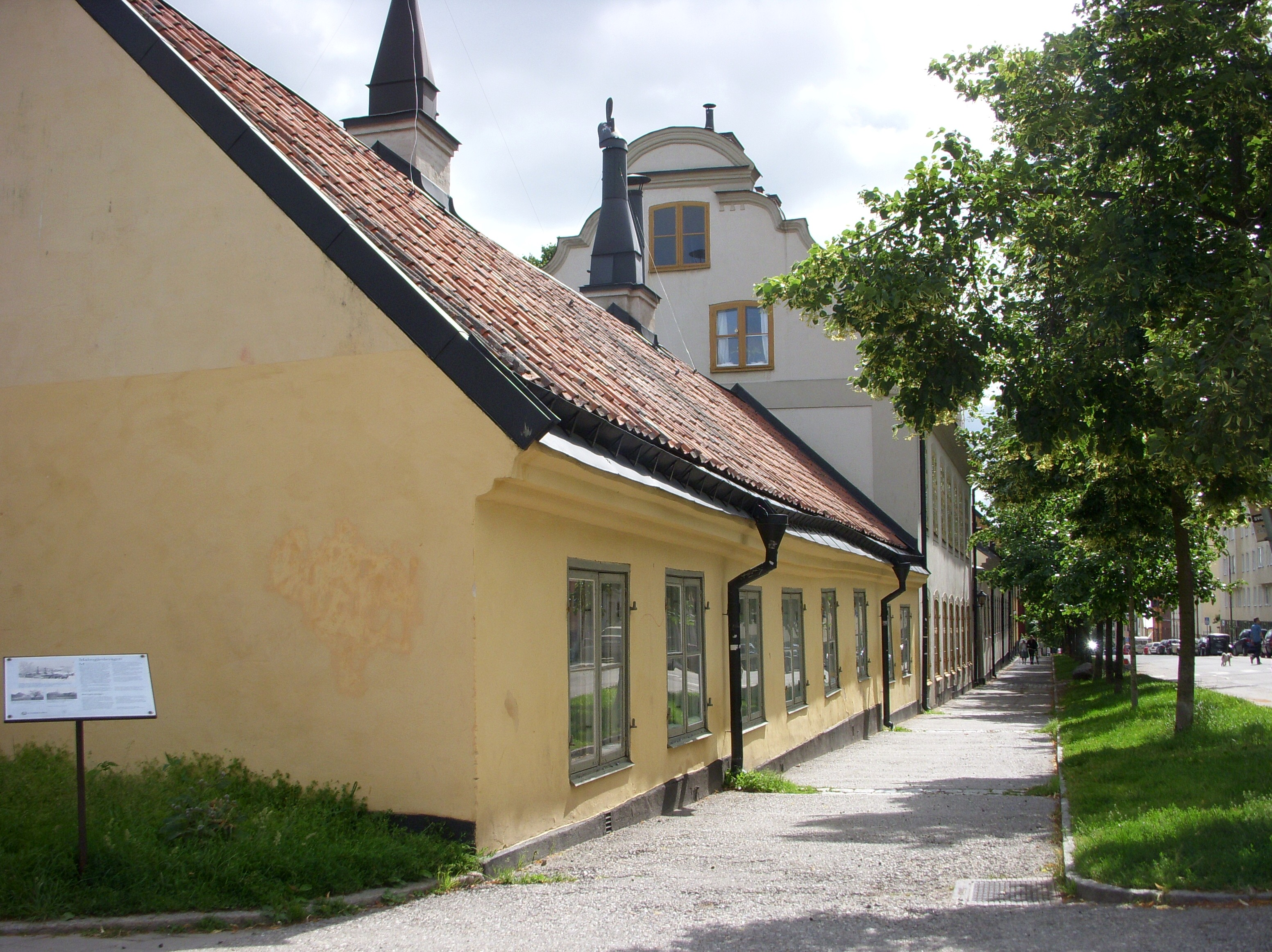
Malmgårdsvägens "Länga"

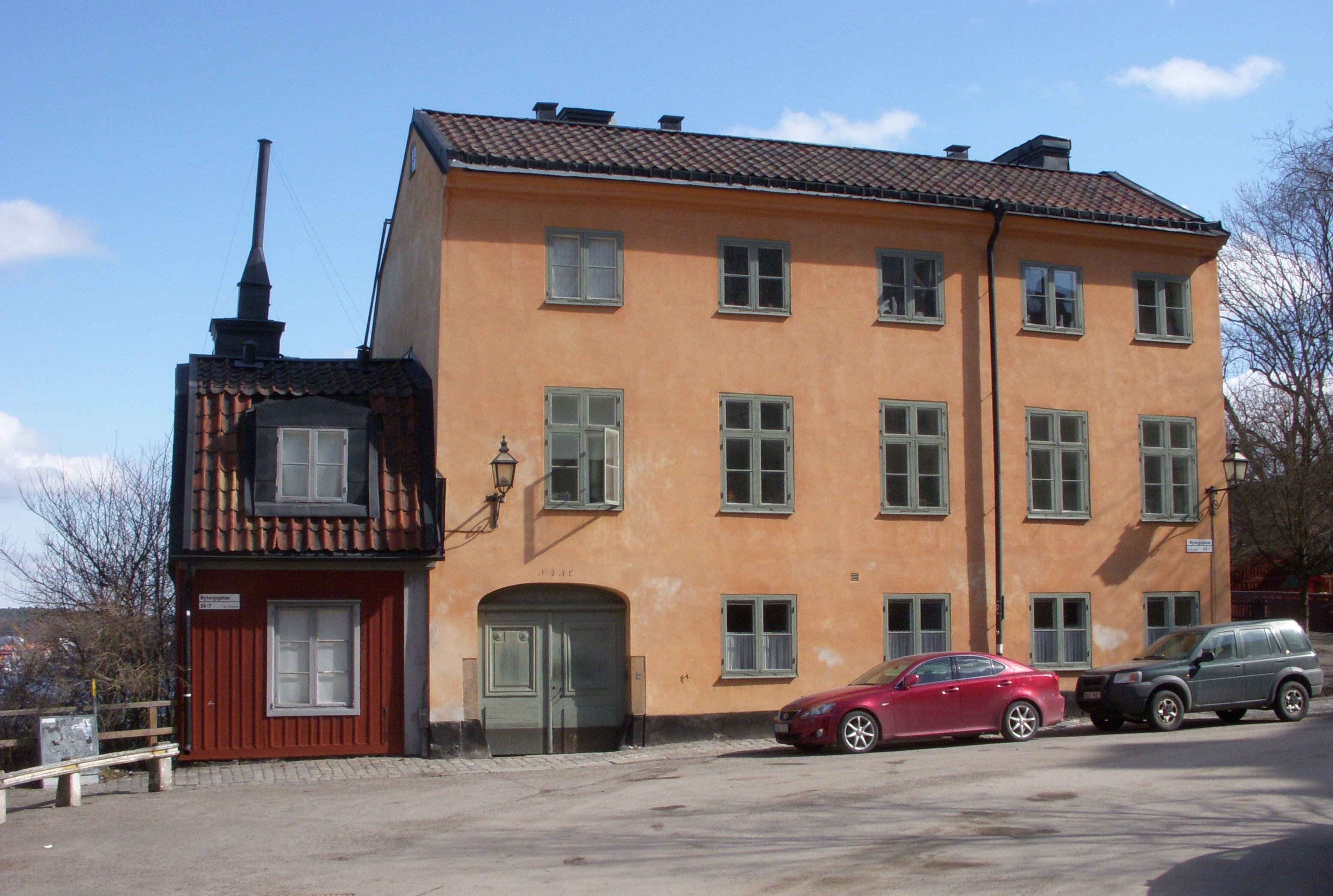
Nytorgsgatan 5

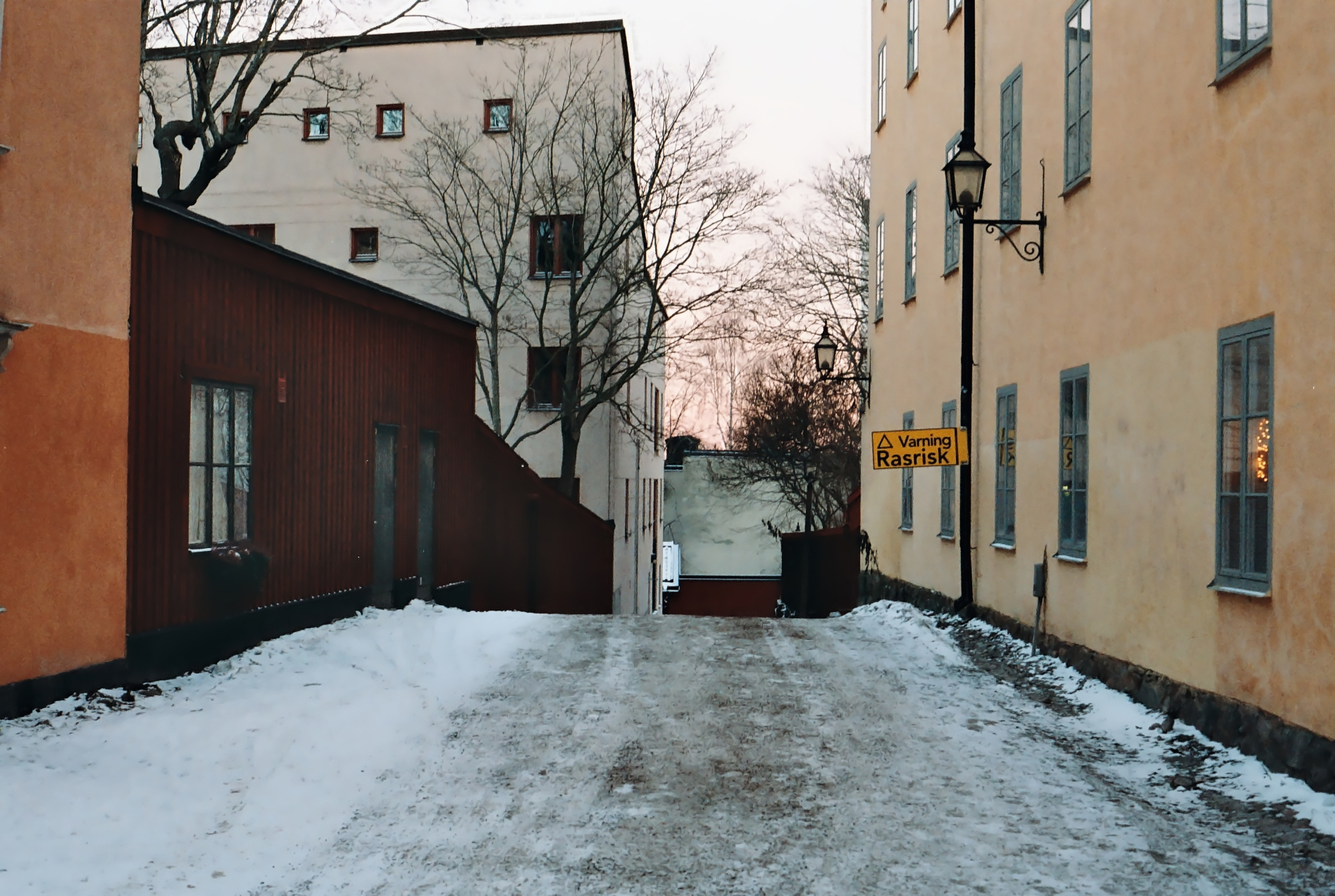
Roddargatan

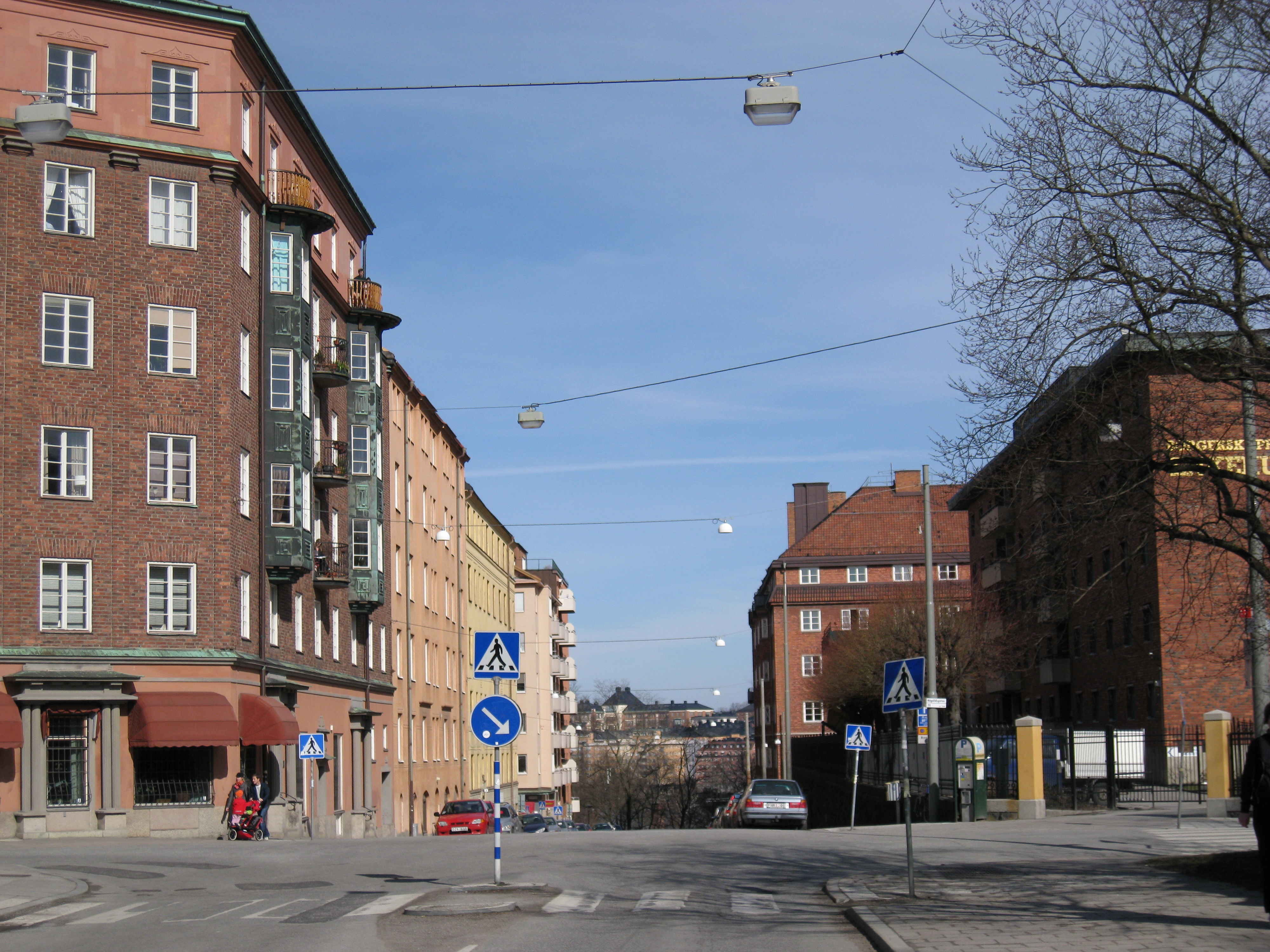
Varvsgatan norrut

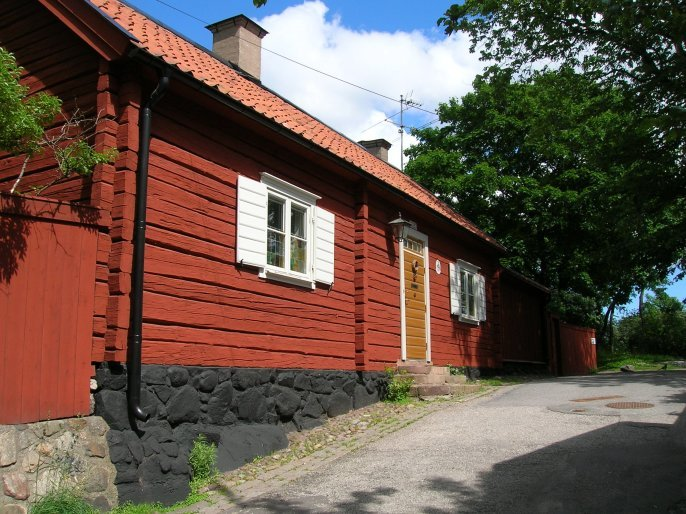
Åsögatan nummer 213

I alfabetisk ordning. Årtalet i parentes anger när nuvarande namn fastställdes.
- Allhelgonagatan (1930), går från Allhelgonakyrkan österut till trappor som leder ner till Götgatan.
- Alsnögatan (1926), går från Tegelviksgatan österut.
- Anna Lindhs plats (2007); litet torg vid korsningen Götgatan-Vartoftagatan. Har utgått och ersattes 2014 av Anna Lindhs park, före detta Vintertullsparken.
- Ansgariegatan (1885); sträcker sig från Lundagatan i norr till Hornsgatan i söder. Där gatan korsar Brännkyrkagatan ligger Wirwachs malmgård.
- Barnängsgatan (1885); sträcker sig från Bondegatan i norr till Färgargårdstorget i söder.
- Bastugatan (1885); sträcker sig i ost-västlig riktning över Mariaberget, mellan Söder Mälarstrand och Hornsgatan.
- Bellmansgatan (1871); löper från Mariahissen i norr förbi Maria Magdalena kyrka och S:t Paulsgatan till Fredmansgatan i söder. Gatan klyvs av Hornsgatan; sedan ombyggnaden av denna består Bellmansgatan av två separata delar. Mariahissens gångbrygga i järnfackverk avslutar Bellmansgatan mot norr.
- Bergsunds strand (1929); går längs Södermalms västligaste del intill Liljeholmsviken.
- Bergsprängargränd (1806); en gränd och ett område vid västra sidan av Vita bergen.
- Bjurholmsgatan (1913); går från Katarina Bangata till Bjurholmsplan. Fick sitt namn efter ölbryggaren och bryggeriägaren Anders Bjurholm (Bjurholms Bryggeri).
- Björngårdsgatan (Biörne gårdz gatun 1669); sträcker sig från Sankt Paulsgatan till Fatbursgatan och Fatbursparken. Namnet härrör från Björngården som låg vid nuvarande hörn Sankt Paulsgatan och Björngårdsgatan. I hörnet med Högbergsgatan fanns fram till 1918 Nürnbergs Bryggeri.
- Blecktornsgränd (Bläcktorns gränden 1600-tal); sträcker sig på Mariaberget i nord-sydlig riktning mellan Monteliusvägen och Hornsgatan.
- Blekingegatan (1885); sträcker sig mellan Östgötagatan och Ringvägen, med ett kort avbrott där Allhelgonakyrkan korsar dess väg vid Helgalunden.
- Bohusgatan (1926); börjar vid Rutger Fuchsgatan och går österut parallellt med Ringvägen. Den passerar över Östgötagatan på en stenbro. Vid Bohusgatan ligger det tidigare Skanstulls gymnasium.
- Bondegatan (1885); sträcker sig från Götgatan vid Skatteskrapan till Tegelviksgatan.
- Borgargatan (1911); sträcker sig från Högalidsgatan i norr till Hornsbruksgatan i söder och ligger direkt väster om Högalidsparken.
- Borgmästargatan (1885); sträcker sig i nord-sydlig riktning från Folkungagatan till Skånegatan. Gatan är dubbelriktad. Tidigare korsade gatan Folkungagatan och slutade intill Tjärhovsgatan 60.
- Brännerigatan (1917); går från Katarina Bangata i norr till Gotlandsgatan i söder. Har sitt namn efter Katarina kronobränneri.
- Brännkyrkagatan (1885); löper över Mariaberget, mellan Pustegränd och Kristinehovsgatan. Fram till 1964 fortsatte gatan efter Kristinehovsgatan via nuvarande Hornsbruksgatan och Bergsunds strand ända fram till flottbron vid Liljeholmsviken, den var således mycket lång. På 1700-talets början kallas gatan Besvärsbacken. Backen vid Pustegränd är Stockholms brantaste.
- Doktor Abelins gata (1927); är namngiven efter barnläkaren Hjalmar August Abelin. Den fick namnet när den anlades alldeles i närheten av barnsjukhuset Samariten.
- Duvogränd (1806); leder från Torkel Knutssonsgatan  mot väster och i en skarp sväng upp till Ludvigsbergsgatan.
- Eolsgatan (1885); en kort återvändsgata som går från Münchensbacken mot Söder Mälarstrand. Fick sitt namn efter vindguden Aiolos.
- Fatbursgatan (1885); sträcker sig idag österut mellan Timmermansgatan och Björngårdsgatan samt västerut från Timmermansgatan cirka 140 meter in i området Bergsgruvan.
- Fiskargatan (1900); ligger på Katarinaberget. Den utgår från Mosebacke torg via trappor, svänger sedan 90 grader via Svartensgatan och slutar vid Roddargatan. Gatan är den högst belägna i hela Katarina församling och ligger 47,5 meter över havet. Gatan är omtalad redan 1646 som Stora Fiskargränd. På Fiskargatan finns numera Mosebacke ateljéhus, där flera konstnärer håller till. På Fiskargatans slut, vid Roddargatan ligger Mosebacke Förskolor, som tidigare hette Katarina Norra Förskola.
- Fjällgatan (1885); ligger på Stigberget, mellan Erstagatan och Renstiernas gata vid Katarinavägen. Gatan är känd för den vackra utsikten över Stockholms ström, och över Stockholms mest centrala delar.
- Fredmansgatan (1885); en kort tvärgata mellan Bellmansgatan och Kvarngatan, väster om Södra Latin.
- Gaveliusgatan (1925); går mellan Ljusterögatan och Barnängsgatan. Här fanns Faggens krog.
- Glasbruksgatan (1917); går mellan Katarinavägen och Nytorgsgatan, västra delen är avstängd för fordonstrafik.
- Gotlandsgatan (1885); går från Södermalmskyrkan vid Götgatan i ostlig riktning till Renstiernasgatan, tidigare namn var bland annat Sandbergsgatan (1696).
- Heleneborgsgatan (1885); sträcker sig från Skinnarviksparken till Långholmsgatan. Heleneborgsgatan fick sitt namn efter egendomen Heleneborg, som ligger vid Pålsundet, strax norr om gatan.
- Hornsbruksgatan (1964); sträcker sig från Varvsgatan i öster till Långholmsgatan i väster. Vid gatan ligger Stockholms Skofabrik, den äldsta bevarade skofabriksbyggnaden i Stockholm.
- Hornstulls strand (1963); sträcker sig från (under) Liljeholmsbron cirka 300 meter västerut. Vid gatan ligger bland annat Liljeholmsbadet och biografen Rio.
- Högalidsgatan (1885); sträcker sig från Skinnarviksparken i öster till Reimersholmsbron i väster. Invid gatan ligger malmgården Kristinehov, Borgarhemmet samt Högalidsparken med Högalidskyrkan.
- Högbergsgatan (1919), tidigare bland annat Henrik Keysers gata. Högbergsgatan sträcker sig från Nytorgsgatan till Rosenlundsgatan. Längs gatan finns lokaler för Katarina församling (nummer 15), Katarina kyrka (15) och Konsumentföreningen Stockholm gymnasium (62).
- Kapellgränd (1885), går öster om Götgatan i vinkel från Högbergsgatan till Östgötagatan.
- Katarina Bangata (1885), en allégata med intilliggande körbana, som sträcker sig från Götgatan 71 vid Skatteskrapan via Greta Garbos torg till Vintertullstorget. Ursprungligen var det tänkt att det på sträckningen skulle finnas järnvägsspår.
- Katarina kyrkobacke är en smal, kuperad (delvis trappa) gata som förbinder Katarina kyrka med Glasbruksgatan.
- Kattgränd (1809), går i nord-sydlig riktning mellan Bastugatan och Tavastgatan.
- Klevgränd (Kleeff grenden 1648)  går från Götgatan i väst parallellt med Katarinavägen till Glasbruksgatan i öst. Namnet kommer från klev som betyder brant backe eller brant väd uppför ett berg. Ej att förväxla med Klefbecks backe.
- Klefbecks backe (1974) är en promenadväg vid Sofia kyrka i Vita Bergen och fick sitt namn efter kyrkoherde Ernst Klefbeck (1866–1950).
- Kocksgatan (1857) sträcker sig från Götgatan till Borgmästargatan. Gatan är enkelriktad med körriktning västerut. Den är framför allt en bostadsgata. Gatan som tidigare hette Humlegårdsgan fick sitt nuvarande namn efter Ragvald Kock, en borgare som ägde en tomt vid gatan. Kocksgatan är även känt för krogen Masis Knosis i hörnet av Renstiernas gata dit Kolingen gick enligt Albert Engströms teckningar.
- Kristinehovsgatan sträcker sig från Högalidsgatan i norr till Hornsgatan i söder. Gatan har fått sitt namn av den intilliggande malmgården Kristinehov.
- Krukmakargatan (1651) är en parallellgata till Hornsgatan. Den sträcker sig från Södermalmsskolan och förbi Globala gymnasiet.
- Kvastmakarbacken (1806) och Kvastmakartrappan (1968).
- Lignagatan (1885); sträcker sig från Hornsbruksgatan i norr till Skarpskyttestigen i Drakenbergsparken och Tantolunden i söder.
- Lilla Skinnarviksgränd (1806), sträcker sig från Bastugatan och i en sväng mot väster till Timmermansgatans början vid Mälarborgen.
- Lotsgatan (1885); är en återvändsgränd som börjar vid Sågargatan och går parallellt med och norr om Åsögatan.
- Ludvigsbergsgatan (1952), går från Lundabron västerut.
- Lundagatan (1885); sträcker sig från Ringvägen i öster till Varvsgatan i väster. Längs gatan finns kvarteret Marmorn och malmgården Kristinehov.
- Magnus Ladulåsgatan (1930); går i riktning från Rosenlundsgatan i väst till Västgötagatan och Kronofogdemyndigheten i öst. Utefter den norra sidan sträcker sig det nybyggda Södra Stationsområdet. Fram till omkring 1986 slutade gatan två kvarter innan Rosenlundsgatan, men i samband med att Södra Stationsområdet började bebyggas förlängdes gatan. Då revs också en av Sveriges mest kompletta industrimiljöer från sekelskiftet, Luth & Roséns fabrik i kvarteret Trumman. Gatan har fått sitt namn efter den svenske kungen Magnus Ladulås. Att det blev just denna gatan som fick detta namn, berodde på dess närhet till Folkungagatan; Magnus Ladulås var en av Bjälboättens mest betydande medlemmar.
- Malmgårdsvägen (1939); sträcker sig längs Vita bergens sydvästra sida.
- Maria Bangata (1885); sträckte sig ursprungligen från Årstaviken till Rosenlundsgatan. Är idag mycket kortare och går från Ringvägen till Rosenlundsgatan.
- Mariagränd (1885); går från Götgatan österut.
- Maria Skolgata (1964); sträcker sig mellan Rosenlundsgatan och Ringvägen och fick sitt nuvarande namn efter Mariaskolan (före detta Maria folkskola).
- Maria Prästgårdsgata (1930); sträcker sig från Fredmansgatan i öster till Rosenlundsgatan i väster.
- Medborgarplatsen (1940); är ett stort torg och en tunnelbanestation med samma namn vid Götgatan.
- Monteliusvägen (1998); är ett promenadstråk norr om bebyggelsen på Mariabergets höjd.
- Mälarrampen (1935); vid Slussen.
- Mäster Mikaels gata (1939); går från Katarina kyrka till Cornelisparken.
- Mäster Pers gränd (1968); ligger tillsammans med Bergsprängargränd i Vitabergsparken.
- Nytorget (Nytorghet 1671); ligger vid Nytorgsgatan och avgränsas i norr av Skånegatan och i öster av kvarteret Bondesonen Större.
- Nackas hörna (2001); liten plats som ligger mellan Brännerigatan och Katarina Bangata med konstverket Vi ses vid målet**.
- Nytorgsgatan (1885); går från Glasbruksgatan i norr till Nytorget och Sofiagatan i syd.
- Noe Arksgränden (1981); ligger i direkt anslutning till norra sidan av Medborgarplatsen, mellan Götgatan och Söderledstunneln.
- Peter Myndes backe (1937); sträcker sig söder om Stockholms Stadsmuseum mellan Ryssgården och Söderledens Hornsgatsavfart. Namnet härrör från holländaren Peter Mynder (död 1698) som anlade här på 1690-talet ett tobaksspinneri.
- Pålsundsgatan (1885); sträcker sig från Lorensbergsgatan och Pålsundsparken i norr till Högalidsgatan i söder.
- Ragvaldsgatan (1887); sträcker från Maria Magdalena kyrka i norr över Sankt Paulsgatan till Södra latins skolgård i söder.
- Renstiernas gata (officiell skriftform: Renstiernas Gata, normal talspråksform: Renstiernasgatan) är en genomfartsgata mellan Ringvägen och Katarinavägen.
- Repslagargatan (1978); går mellan Sankt Paulsgatan och Medborgarplatsen, omnämns 1569 som Reperegattun och 1636 som Reepslagare gatuun. Utgick 1947 som gata i Stockholm men återkom 1978.
- Roddargatan (1910); kort parallellgata till Högbergsgatan på Katarinaberget. Gatan börjar vid Fiskargatan och korsar Katarina kyrkobacke innan den slutar i en återvändsgränd. Vid den östra ändan finns kvarteret Drottningen.
- Rosenlundsgatan (1884); går från Hornsgatan till Ringvägen. Här finns bland annat Luth & Roséns Elektriska AB:s gamla fabriksbyggnad från 1906.
- Rutger Fuchsgatan (1912); leder från Ringvägen ner mot den gamla Skanstullsbron vid Hammarbykanalen. Gatan fick sitt namn efter överståthållaren Rutger Fuchs (1682–1753)
- Saltsjörampen (1935); vid Slussens trafikplats.
- Sankt Paulsgatan; leder öst-västligt från Götgatan till Torkel Knutssonsgatan, parallellt med den norr därom liggande Hornsgatan.
- Sista Styverns trappor (1967) är en lång trätrappa som leder från Fjällgatan upp till Stigbergsgatan.
- Skaraborgsgatan (1978); går mellan Högbergsgatan och Sankt Paulsgatan, omnämns 1679 som Skarenbergz gatun. Utgick 1947 som gata i Stockholm men återkom 1978.
- Skeppargränd (1806); går på Åsöberget mellan Lotsgatan och Åsögatan.
- Skinnarviksringen (1931); sträcker sig halvcirkelformat norrut från Lundagatans östra till dess västra del och omsluter bland annat kvarteret Marmorn. Gatans bebyggelse är unik för stenstaden med sina ”storvillor” med utsikt över Riddarfjärden.
- Skolgränd (1806), sträcker sig mellan Tavastgatan och Bastugatan.
- Skånegatan (1885), går från Götgatan i väst till Vita Bergen i öst.
- Stigbergsgatan (1885), går parallellt med och söder om Fjällgatan.
- Svartensgatan (1857), leder i öst-västlig riktning från Katarina kyrkogatan till Götgatan.
- Swedenborgsgatan (1885), leder i nord-sydlig riktning från Mariatorget till Magnus Ladulåsgatan. Gatan fick sitt namn efter vetenskapsmannen Emanuel Swedenborg (1688–1772).
- Södergatan (1937) var en huvudtrafikled på Södermalm i Stockholm som började anläggas 1937 och ersattes 1984 av Söderleden.
- Södermalmsallén
- Södermalmstorg; Här möts Götgatan och Hornsgatan. Här fanns redan under medeltiden ett oregelbundet torg, kallat Malmtorget. Under 1630-talet och 1640-talet fick torget sin regelbundna utsträckning i samband med planerandet av en värdig bebyggelse. Torget fick sin nuvarande utformning i samband med den radikala omgestaltningen av Slussenområdet på 1930-talet.
- Södermannagatan (1885); sträcker sig från Tjärhovsgatan vid Katarina norra skola till Bohusgatan vid Stora Blecktornsparken.
- Tavastgatan (Taweste gathan 1649); sträcker sig på Mariaberget i ost-västlig riktning parallellt till och mellan Bastugatan och Brännkyrkagatan.
- Tegelviksgatan (1926); går från Folkungagatan i norr till Barnängsparken vid Hammarby sjö i söder.
- Tideliusgatan (1965); är uppkallad efter Carl Herman Tidelius som var lärare på Maria gamla folkskola. Musiksalen på skolan är uppkallad efter honom, Tideliussalen.
- Timmermansgatan, Stockholm (1857); sträcker sig från Bastugatan i norr till Fatbursgatan.
- Ugglegränd (1806), sträcker sig mellan Tavastgatan och Brännkyrkagatan.
- Urvädersgränd; sträcker sig från Götgatan till Mosebacke torg. Vid Urvädersgränd n:r 3 finns Bellmanhuset, där bodde Carl Mikael Bellman mellan 1770 och 1774. Ej att förväxla med Stenbastugränd.
- Vartoftagatan; går mellan Götgatan och Västgötagatan. Gatan är cirka 100 meter lång.
- Varvsgatan (1885); sträcker sig från Heleneborgsgatan och Pålsundsparken i norr till Hornsgatan i söder.
- Wollmar Yxkullsgatan (Wollmar Yxkulls gatu 1661); sträcker sig från Björngårdsgatan i öst till Ringvägen i väst. Namnet kommer från Wollmar Yxkull, Karl IX:s hovmarskalk som hade en Malmgård på platsen där i dag fastigheten Wollmar Yxkullsgatan 2 ligger.
- Västgötagatan (1885); från Södermalmsallén till Hallandsgatan, går parallellt med Götgatan ett kvarter väster om den.
- Yttersta Tvärgränd (1961), tidigare Yttersta Tvärgata, sträcker sig från Skinnarviksparken i norr till Ringvägen i söder.
- Åsögatan (1885); är namngiven efter ett gammalt namn på Södermalm: Åsön. Den sträcker sig från Magnus Ladulåsgatan i väster ända till Åsöberget.
- Åsötorget (1941); omfattar numera bara platsen i direkt anslutning till Åsö gymnasium.
- Ölandsgatan (1885); går från Götgatan till Östgötagatan. Hette tidigare Holländare gatan och Hollendska Qwarn Gatan (ej att förväxla med Holländargatan på Norrmalm). Namnet härrör från den väderkvarn av holländar-typ som fanns fram till 1894.
- Östgötagatan (1885) är en bostads- och affärsgata i stadsdelen Södermalm i Stockholm, som går parallellt med Götgatan ett kvarter öster om den. Gatan går från Mosebacke torg i norr till Hammarby sjö i söder över Folkungagatan och Ringvägen men under Bohusgatans bro.